# Liste der Biografien/Woo
Liste der Biografien |
Portal Biografien |
Personensuche
# |
A |
B |
C |
D |
E |
F |
G |
H |
I |
J |
K |
L |
M |
N |
O |
P |
Q |
R |
S |
T |
U |
V |
W |
X |
Y |
Z |
?
 
Wa |
Wc |
Wd |
We |
Wh |
Wi |
Wj |
Wl |
Wn |
Wo |
Wr |
Ws |
Wt |
Wu |
Ww |
Wy |
Wz
 
Woa |
Wob |
Woc |
Wod |
Woe |
Wof |
Wog |
Woh |
Woi |
Woj |
Wok |
Wol |
Wom |
Won |
Woo |
Wop |
Wor |
Wos |
Wot |
Wou |
Wov |
Wow |
Wox |
Woy |
Woz
Die Liste der Biografien führt alle Personen auf, die in der deutschsprachigen Wikipedia einen Artikel haben. Dieses ist eine Teilliste mit 808 Einträgen von Personen, deren Namen mit den Buchstaben „Woo“ beginnt.

## Woo
- Woo Won-shik (* 1957), südkoreanischer Politiker, Abgeordneter und Sprecher der Gukhoe
- Woo, Bit-na (* 2001), südkoreanische Handballspielerin
- Woo, Bum-kon (1955–1982), südkoreanischer Polizist
- Woo, Chris (* 1957), US-amerikanischer Schwimmer
- Woo, Hee-jong (* 1958), südkoreanischer Politiker
- Woo, Hyun (* 1987), südkoreanischer Fußballspieler
- Woo, John (* 1946), chinesisch-amerikanischer Regisseur und FilmproduzentJohn Woo (* 1946)

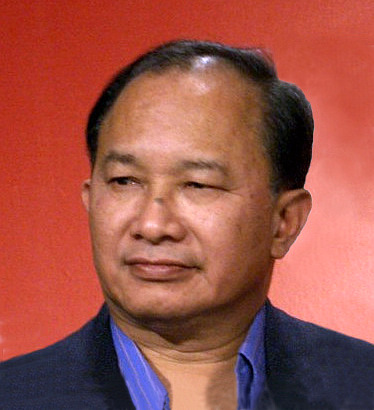
John Woo (* 1946)

- Woo, Jong-Taek (* 1973), koreanischer Maler
- Woo, Min-ho (* 1971), südkoreanischer Filmregisseur
- Woo, Sang-ho (* 1992), südkoreanischer Fußballspieler
- Woo, Sang-hyeok (* 1996), südkoreanischer Hochspringer
- Woo, Sang-il (* 1969), südkoreanischer Fußballschiedsrichter
- Woo, Sang-kwon (1928–1975), südkoreanischer Fußballspieler
- Woo, Seung-jae (* 1986), südkoreanischer Ringer
- Woo, Shien Biau (* 1937), US-amerikanischer Politiker
- Woo, Sun-hee (* 1978), südkoreanische Handballspielerin und -trainerin

### Wooc
- Woock, Élodie (* 1976), französische Fußballspielerin und -trainerin

### Wood
- Wood, Abbie (* 1999), britische Schwimmerin
- Wood, Abiel (1772–1834), britisch-amerikanischer Politiker
- Wood, Adam (* 1955), britischer Diplomat und Vizegouverneur der Isle of Man
- Wood, Aimee Lou (* 1994), britische SchauspielerinAimee Lou Wood (* 1994)

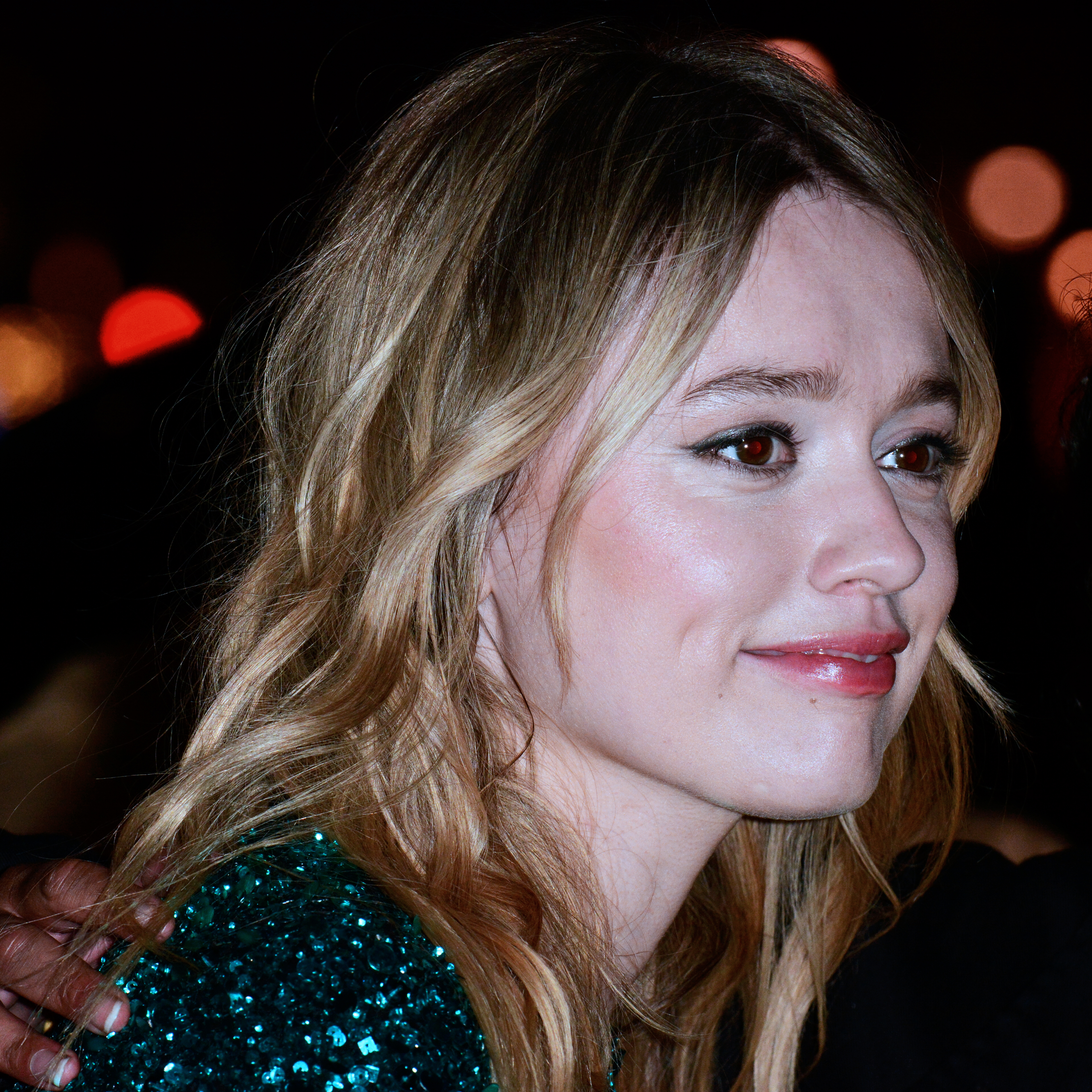
Aimee Lou Wood (* 1994)

- Wood, Alan (1834–1902), US-amerikanischer Politiker
- Wood, Albert E. (1910–2002), US-amerikanischer Wirbeltier-Paläontologe und Hochschullehrer
- Wood, Alexander (1817–1884), schottischer Arzt
- Wood, Alfred Harold (1896–1989), australischer Geistlicher
- Wood, Alice (* 1995), britische Radsportlerin
- Wood, Allan (1943–2022), australischer Schwimmer
- Wood, Alphonso (1810–1881), US-amerikanischer Pädagoge und Botaniker
- Wood, Amelia (1930–2013), US-amerikanische Speerwerferin und Kugelstoßerin
- Wood, Amos E. (1810–1850), US-amerikanischer Politiker
- Wood, Andrés (* 1965), chilenischer Filmregisseur und Drehbuchautor
- Wood, Andrew (* 1940), britischer Diplomat
- Wood, Andrew (1966–1990), US-amerikanischer Rockmusiker
- Wood, Andy (* 1979), britischer Skeletonpilot
- Wood, Anita (1938–2023), US-amerikanische Moderatorin und SängerinAnita Wood (1938–2023)

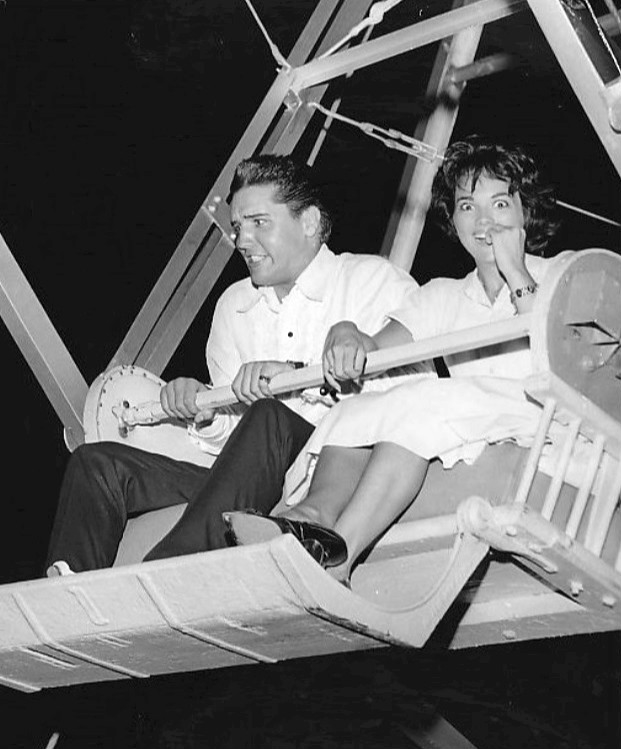
Anita Wood (1938–2023)

- Wood, Anna (* 1966), australische Kanutin niederländischer Herkunft
- Wood, Anna (* 1985), US-amerikanische Schauspielerin
- Wood, Anthony (1632–1695), britischer Historiker
- Wood, Arthur (1875–1939), britischer Segler und Bergbauunternehmer
- Wood, Ashley (* 1971), australischer Comicautor, Illustrator und Designer
- Wood, Barbara (* 1947), US-amerikanische Schriftstellerin
- Wood, Bari (* 1936), US-amerikanische Science-Fiction-, Mystery- und Horror-Autorin
- Wood, Barnabas (1819–1875), US-amerikanischer Zahnarzt und Erfinder
- Wood, Barry (1942–2017), südafrikanischer, römisch-katholischer Ordensgeistlicher, Weihbischof in Durban
- Wood, Baruch Harold (1909–1989), englischer Schachmeister
- Wood, Beatrice (1893–1998), US-amerikanische Schriftstellerin und Objektkünstlerin des Dadaismus
- Wood, Bebe (* 2001), US-amerikanische Schauspielerin
- Wood, Benjamin (1820–1900), US-amerikanischer Politiker
- Wood, Benson (1839–1915), US-amerikanischer Politiker
- Wood, Bernard (* 1945), britischer Paläoanthropologe
- Wood, Beth (* 1954), US-amerikanische Politikerin
- Wood, Bevis (1929–2006), britischer Radrennfahrer
- Wood, Bobby (* 1992), US-amerikanischer FußballspielerBobby Wood (* 1992)

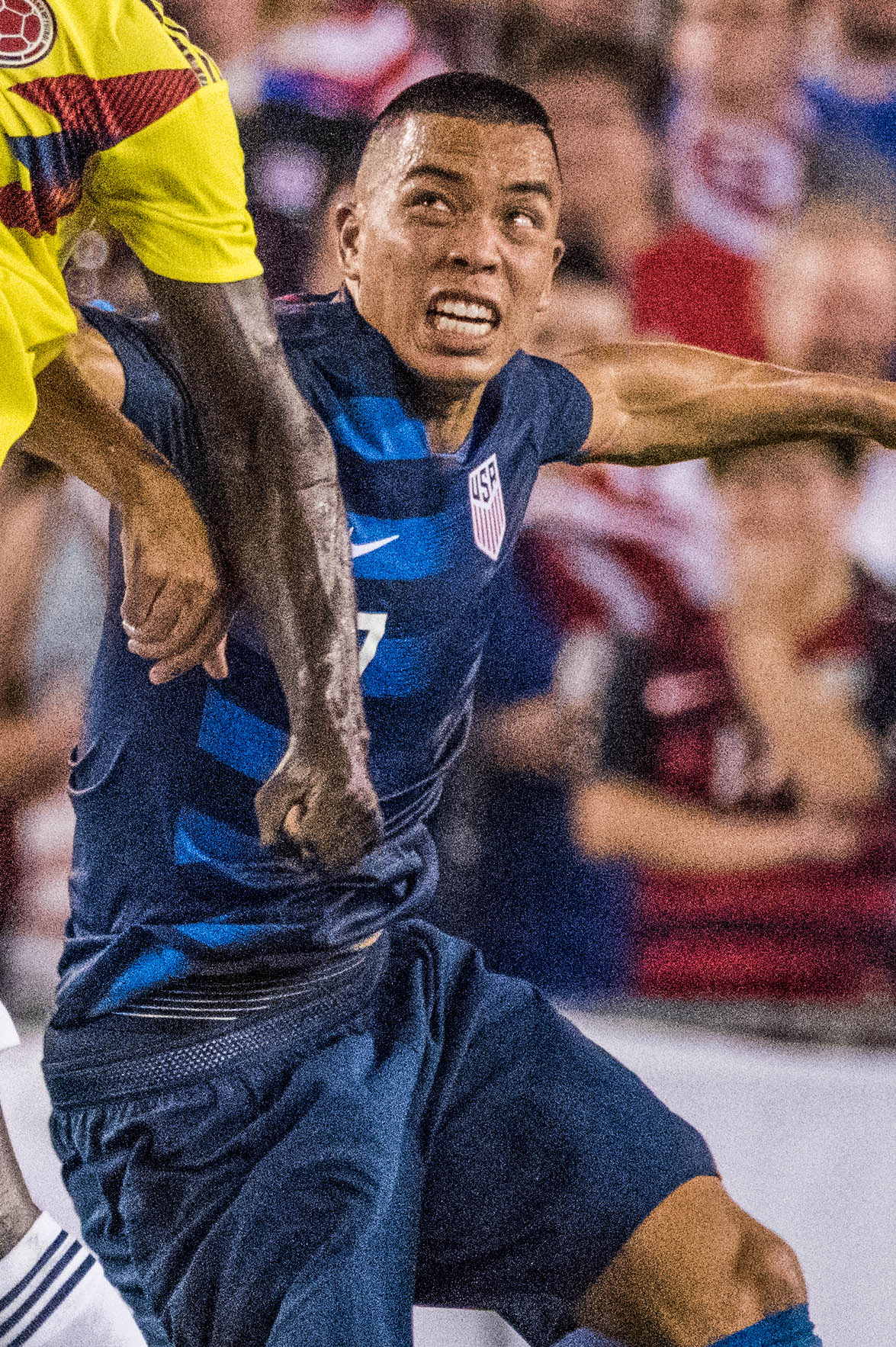
Bobby Wood (* 1992)

- Wood, Booty (1919–1987), US-amerikanischer Jazzmusiker
- Wood, Bradford R. (1800–1889), US-amerikanischer Jurist und Politiker
- Wood, Brenton (1941–2025), US-amerikanischer R&B- und Soul-Sänger und Songwriter
- Wood, Brian (* 1972), US-amerikanischer Comicautor, -zeichner und Grafikdesigner
- Wood, Caitlin (* 1997), australische Automobilrennfahrerin
- Wood, Cameron (* 2001), US-amerikanischer Radrennfahrer
- Wood, Carolyn (* 1945), US-amerikanische Schwimmerin
- Wood, Cathie (* 1955), US-amerikanische InvestorinCathie Wood (* 1955)

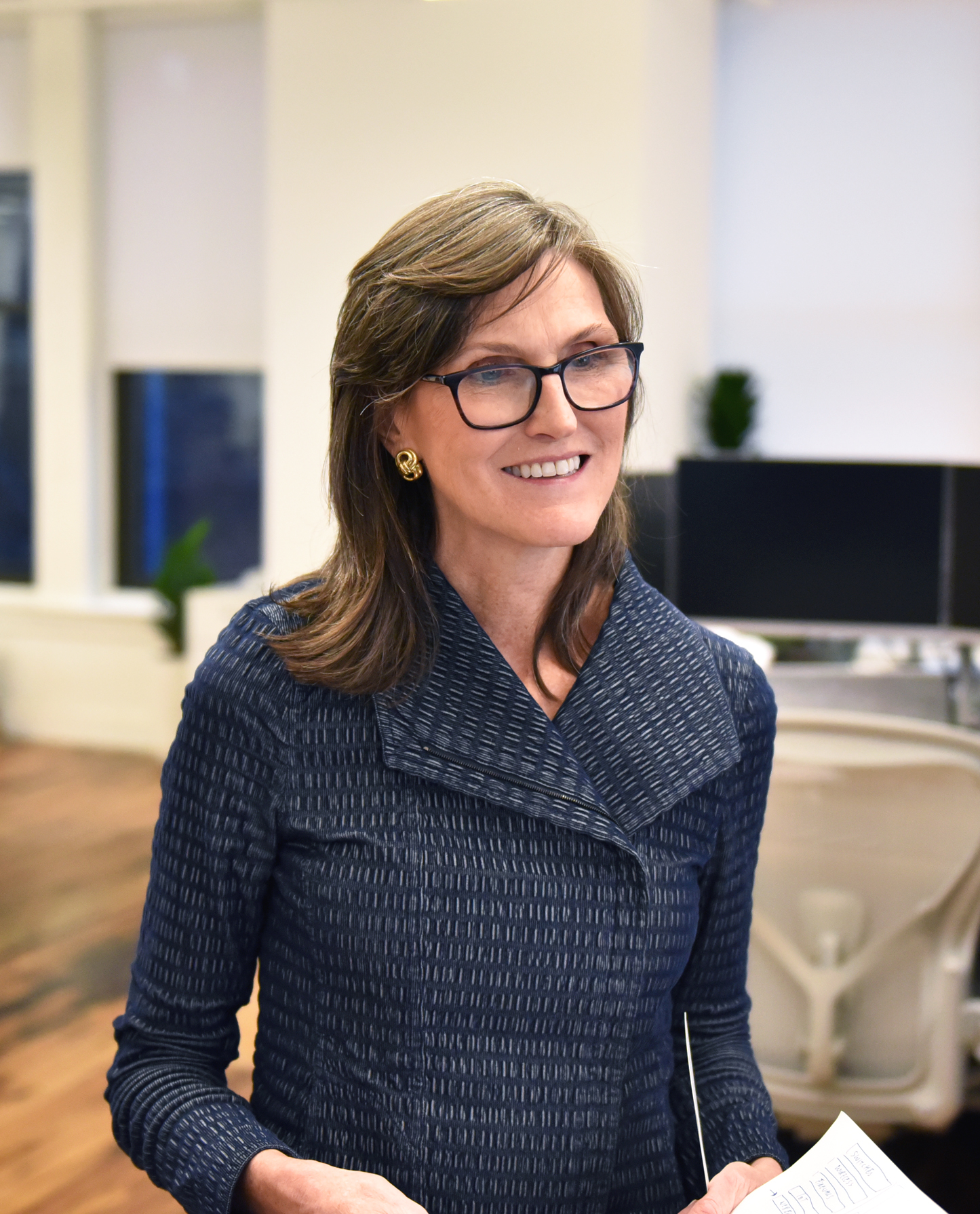
Cathie Wood (* 1955)

- Wood, Charles (1866–1926), irischer Komponist
- Wood, Charles Erskine Scott (1852–1944), amerikanischer Offizier in den Indianerkriegen, Schriftsteller und Jurist
- Wood, Charles, 1. Viscount Halifax (1800–1885), britischer Politiker, Mitglied des House of Commons
- Wood, Charles, 2. Viscount Halifax (1839–1934), britischer Peer und Politiker
- Wood, Chester C. (1903–1965), US-amerikanischer Militär, Vizeadmiral der United States Navy
- Wood, Cheyna (* 1990), südafrikanische Squashspielerin
- Wood, Chris, englischer Singer-Songwriter, Folkmusiker und Musikpädagoge
- Wood, Chris (1944–1983), britischer Rockmusiker
- Wood, Chris (* 1969), US-amerikanischer Musiker
- Wood, Chris (* 1988), US-amerikanischer Schauspieler
- Wood, Chris (* 1991), neuseeländischer Fußballspieler
- Wood, Christian (* 1995), US-amerikanischer Basketballspieler
- Wood, Christopher (1901–1930), englischer Maler
- Wood, Christopher (1935–2015), britischer Schriftsteller und Drehbuchautor
- Wood, Clare (* 1968), britische Tennisspielerin
- Wood, Clive (* 1954), britischer Film- und Theaterschauspieler
- Wood, Colin (* 1943), britischer Musiker
- Wood, Corinne (1954–2021), US-amerikanische Politikerin
- Wood, Craig, australischer Filmeditor
- Wood, Craig (1901–1968), US-amerikanischer Golfspieler
- Wood, Craig Breckinridge (1943–2018), US-amerikanischer Paläobiologe und Pädagoge
- Wood, Danny (* 1969), US-amerikanischer Sänger, Songschreiber und Musikproduzent
- Wood, DaShaun (* 1985), US-amerikanischer Basketballspieler
- Wood, David (* 1944), britischer Schauspieler, Autor und Theaterregisseur
- Wood, David (* 1976), US-amerikanischer Missionar und Apologet
- Wood, Dody (* 1972), kanadischer Eishockeyspieler
- Wood, Dudley (* 1946), britischer Automobilrennfahrer
- Wood, Dustin (* 1981), kanadischer Eishockeyspieler
- Wood, Earl Howard (1912–2009), US-amerikanischer Kardiologe und Physiologe
- Wood, Ed (1924–1978), US-amerikanischer FilmregisseurEd Wood (1924–1978)

Ed Wood (1924–1978)

- Wood, Edward, 1. Earl of Halifax (1881–1959), britischer Politiker, Mitglied des House of Commons, Vizekönig von Indien und britischer Außenpolitiker

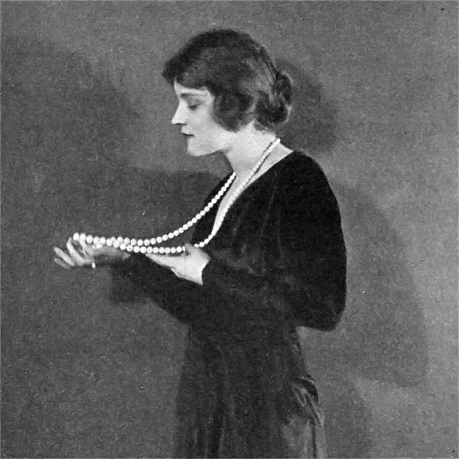
Peggy Wood (1892–1978)

- Wood, Elijah (* 1981), US-amerikanischer Schauspieler und FilmproduzentElijah Wood (* 1981)

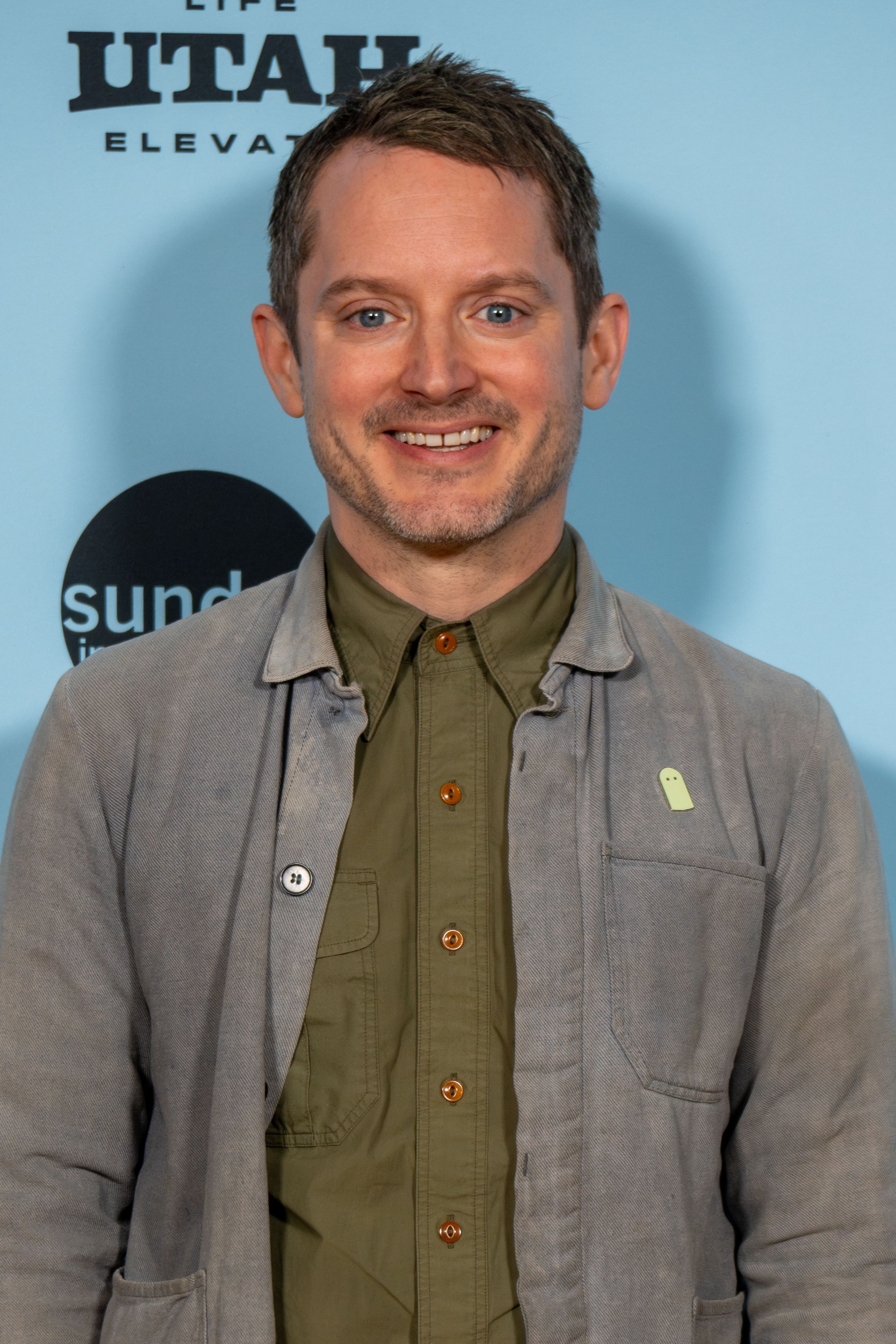
Elijah Wood (* 1981)

- Wood, Elizabeth Wyn (1903–1966), kanadische Bildhauerin
- Wood, Ellen Henry (1814–1887), britische Romanschriftstellerin
- Wood, Ellen Meiksins (1942–2016), US-amerikanische marxistische Historikerin, Theoretikerin und Herausgeberin der „Monthly Review“
- Wood, Emily (* 1978), deutsche Schauspielerin
- Wood, Eric (* 1986), US-amerikanischer American-Football-Spieler
- Wood, Ernest (1883–1965), britischer Theosoph und Buchautor
- Wood, Ernest E. (1875–1952), US-amerikanischer Politiker
- Wood, Evan Rachel (* 1987), US-amerikanische Schauspielerin
- Wood, Evelyn Henry (1838–1919), britischer Feldmarschall
- Wood, Fernando (1812–1881), US-amerikanischer Politiker
- Wood, Fiona (* 1958), australische Plastische Chirurgin
- Wood, Frances (1883–1919), britische Chemikerin und Statistikerin
- Wood, Frances (* 1948), britische Bibliothekarin, Sinologin und Historikerin
- Wood, Francis (1924–1976), englischer Fußballspieler
- Wood, Francis Derwent (1871–1926), britischer Bildhauer
- Wood, Frank (* 1960), US-amerikanischer Schauspieler
- Wood, Fred (1917–1994), chilenischer Fußballspieler
- Wood, Gavin (* 1980), britischer Informatiker
- Wood, George (1919–2000), US-amerikanischer Schauspieler
- Wood, George (* 1952), schottischer Fußballtorhüter
- Wood, George T. (1795–1858), US-amerikanischer Soldat, Politiker und 2. Gouverneur von Texas
- Wood, Georgina Theodora (* 1947), ghanaische Juristin, Chief Justice in Ghana
- Wood, Ghislaine (* 1950), britische Kunsthistorikerin
- Wood, Glen (1925–2019), US-amerikanischer Automobilrennfahrer
- Wood, Gordon S. (* 1933), US-amerikanischer Historiker
- Wood, Graham (* 1936), australischer Hockeyspieler
- Wood, Grant (1891–1942), US-amerikanischer Maler, Vertreter des Amerikanischen RealismusGrant Wood (1891–1942)

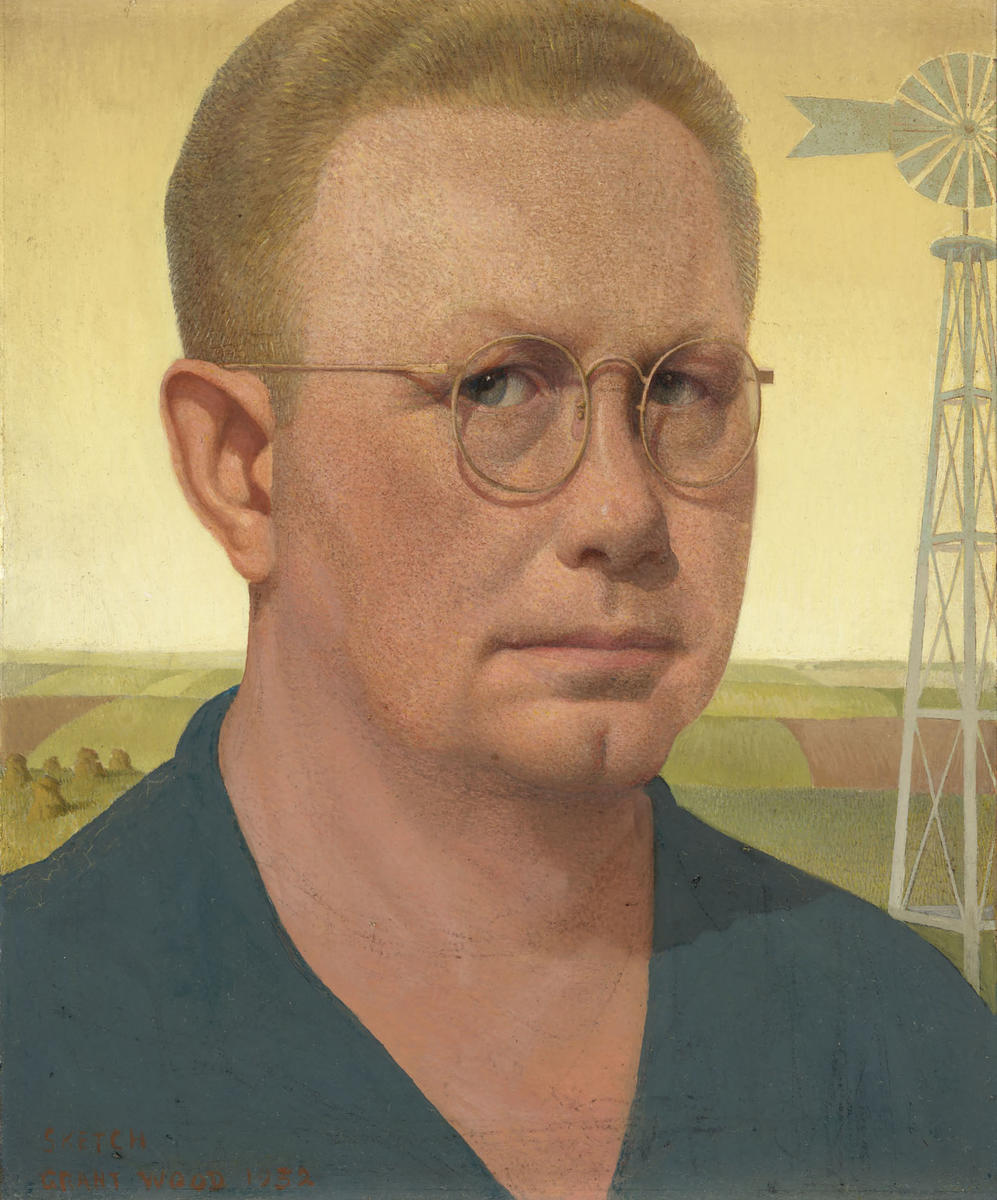
Grant Wood (1891–1942)

- Wood, Harland G. (1907–1991), US-amerikanischer Biochemiker
- Wood, Harold D’Arcy (* 1936), australischer Geistlicher und Ökumeniker
- Wood, Harry (1902–1975), britischer Marathonläufer
- Wood, Harry Edwin (1881–1946), südafrikanischer Astronom
- Wood, Harvey (1885–1958), englischer Hockeyspieler
- Wood, Haydn (1882–1959), englischer Komponist und Geiger
- Wood, Helen (1917–1988), US-amerikanische Schauspielerin
- Wood, Henry (1869–1944), britischer Dirigent
- Wood, Herbert P. (1883–1925), US-amerikanischer Entomologe und Parasitologe
- Wood, Horace Elmer (1901–1975), US-amerikanischer Paläontologe
- Wood, Houston G. III, US-amerikanischer Mathematiker und Physiker
- Wood, Howard R. (1887–1958), US-amerikanischer Politiker
- Wood, Ian (* 1964), kanadisch-deutscher Eishockeyspieler
- Wood, Ian N. (* 1950), englischer Mediävist
- Wood, Ira David III (* 1947), US-amerikanischer Theaterregisseur und Schauspieler
- Wood, Ira W. (1856–1931), US-amerikanischer Politiker
- Wood, Jacqueline MacInnes (* 1987), kanadische SchauspielerinJacqueline MacInnes Wood (* 1987)

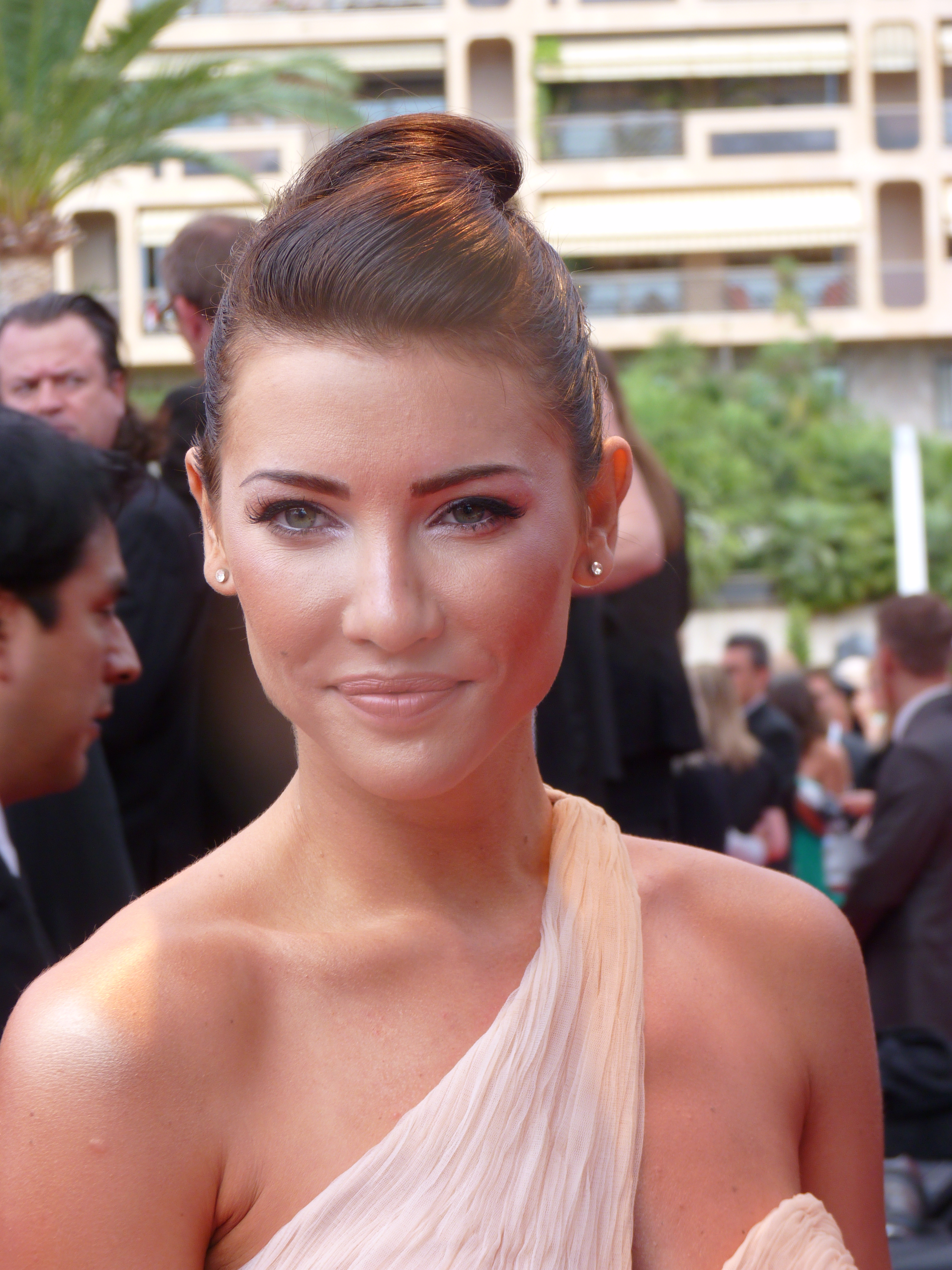
Jacqueline MacInnes Wood (* 1987)

- Wood, Jake (* 1972), britischer Schauspieler
- Wood, James (1741–1813), britisch-amerikanischer Politiker und Gouverneur des Bundesstaates Virginia (1796–1799)
- Wood, James (* 1965), britischer Literaturkritiker und Essayist
- Wood, James W. (1924–1990), US-amerikanischer Astronaut und Testpilot
- Wood, Jenny (* 1985), deutsche Schriftstellerin
- Wood, Jeremiah (1876–1962), US-amerikanischer Rechtsanwalt, Richter und Politiker
- Wood, John (1798–1880), US-amerikanischer Politiker
- Wood, John (1812–1871), schottischer Forschungsreisender und Kartograph in Asien
- Wood, John (1816–1898), US-amerikanischer Politiker
- Wood, John (1930–2011), britischer Schauspieler
- Wood, John (1950–2013), kanadischer Kanute
- Wood, John der Ältere († 1754), englischer Baumeister und Architekturschriftsteller
- Wood, John der Jüngere (1728–1782), britischer Baumeister
- Wood, John J. (1784–1874), US-amerikanischer Jurist und Politiker
- Wood, John M. (1813–1864), US-amerikanischer Politiker
- Wood, John M., US-amerikanischer Offizier, Generalmajor der US Air Force
- Wood, John Medley (1827–1915), englisch-südafrikanischer Botaniker
- Wood, John R., US-amerikanischer Offizier, Generalleutnant der US-Army
- Wood, John S. (1888–1966), US-amerikanischer Offizier, Generalmajor der US Army
- Wood, John Stephens (1885–1968), US-amerikanischer Politiker
- Wood, John Travers (1878–1954), US-amerikanischer Politiker
- Wood, John Turtle (1821–1890), britischer Architekt, Ingenieur und ArchäologeJohn Turtle Wood (1821–1890)

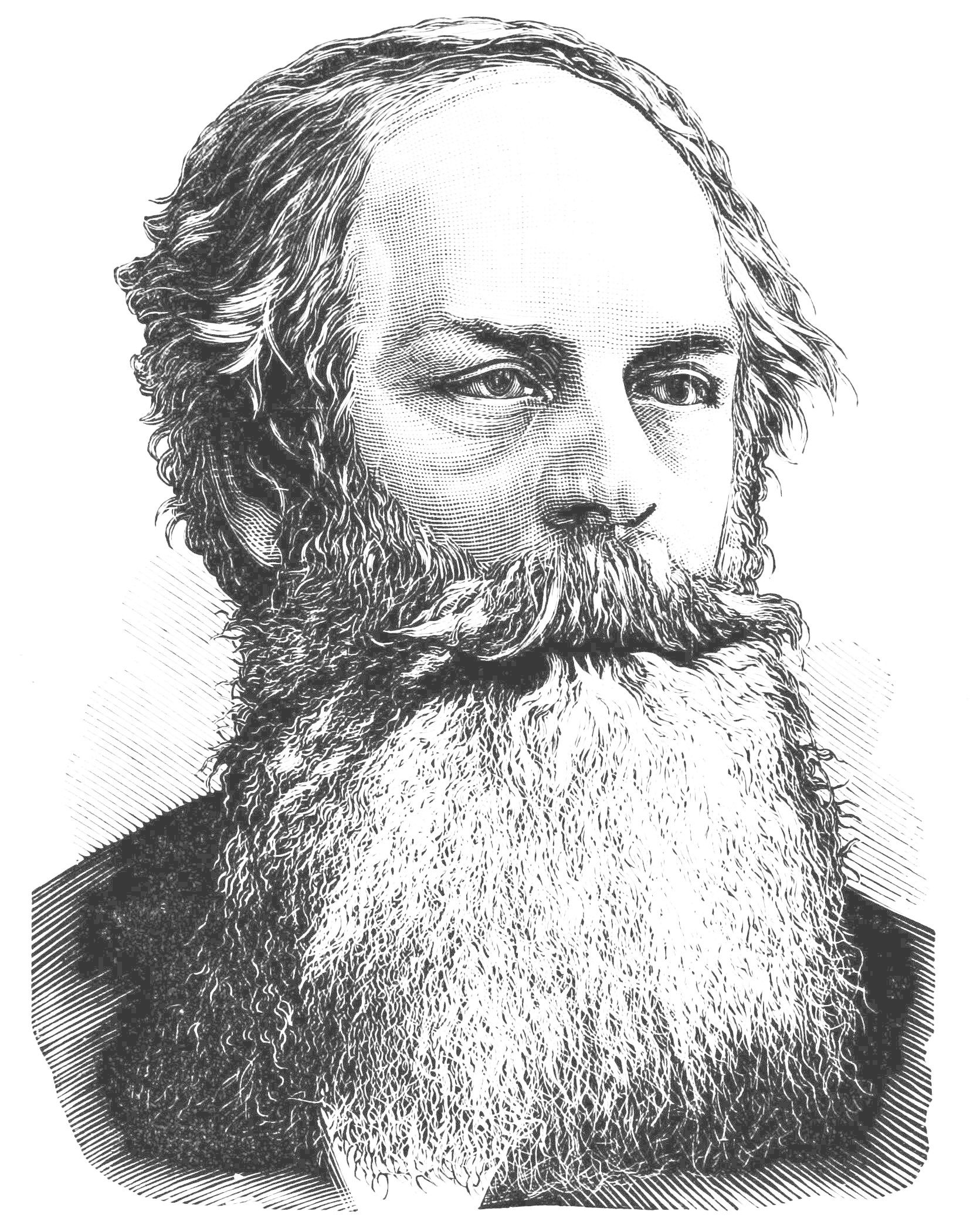
John Turtle Wood (1821–1890)

- Wood, Jonathan (* 1982), australischer Schauspieler
- Wood, Joolie, kanadische Sängerin und Musikerin
- Wood, Joseph (1712–1791), US-amerikanischer Politiker
- Wood, Joseph (1778–1830), amerikanischer Maler
- Wood, Joseph (* 1876), namibischer Politiker und Bürgermeister
- Wood, Joseph Rudolph III (1958–2014), amerikanischer zum Tode verurteilter und hingerichteter Mörder
- Wood, Keith (* 1972), irischer Rugbyspieler
- Wood, Keith Porteous (* 1948), britischer Bürgerrechtler
- Wood, Kerry (* 1977), US-amerikanischer Baseballspieler
- Wood, Kevin, simbabwischer Straßenradrennfahrer
- Wood, Kingsley (1881–1943), britischer Politiker (Conservative Party), Mitglied des House of Commons
- Wood, Kyle (* 1996), kanadischer Eishockeyspieler
- Wood, Lana (* 1946), US-amerikanische Schauspielerin
- Wood, Laura (1901–1982), US-amerikanische Schauspielerin
- Wood, Lauren, US-amerikanische Popsängerin und Songwriterin
- Wood, Lawson (1878–1957), britischer Maler, Illustrator und Karikaturist
- Wood, Leanne (* 1971), walisische Politikerin, Parteivorsitzende von Plaid Cymru
- Wood, Leigh (* 1988), britischer Boxer
- Wood, Leonard (1860–1927), US-amerikanischer Politiker und General
- Wood, Levison (* 1982), britischer Soldat, Forscher und Schriftsteller
- Wood, Lloyd H. (1896–1964), US-amerikanischer Politiker
- Wood, Lowell (* 1941), US-amerikanischer Astrophysiker und Erfinder
- Wood, Margot, südafrikanische Theaterproduzentin, Theaterregisseurin, Schauspielerin und Schauspiellehrerin
- Wood, Mark (* 1954), britischer Jazzgitarrist
- Wood, Mark (* 1957), US-amerikanischer Geiger
- Wood, Mark (* 1990), englischer Cricketspieler
- Wood, Marshall (1834–1882), englischer Bildhauer und Medailleur des viktorianischen Zeitalters
- Wood, Martin, kanadischer Regisseur, Produzent und Drehbuchautor
- Wood, Matthew (* 1972), US-amerikanischer Tontechniker und Synchronsprecher
- Wood, Maurice Arthur Ponsonby (1916–2007), britischer Geistlicher, Evangelikaler anglikanischer Bischof von Norwich
- Wood, Melanie (* 1981), US-amerikanische Mathematikerin und Hochschullehrerin
- Wood, Mervyn (1917–2006), australischer Ruderer
- Wood, Michael Philip (* 1980), neuseeländischer Politiker (New Zealand Labour Party)
- Wood, Miles (* 1995), US-amerikanischer Eishockeyspieler
- Wood, N. Lee (* 1955), US-amerikanische Science-Fiction- und Fantasy-Schriftstellerin
- Wood, Natalie (1938–1981), US-amerikanische SchauspielerinNatalie Wood (1938–1981)

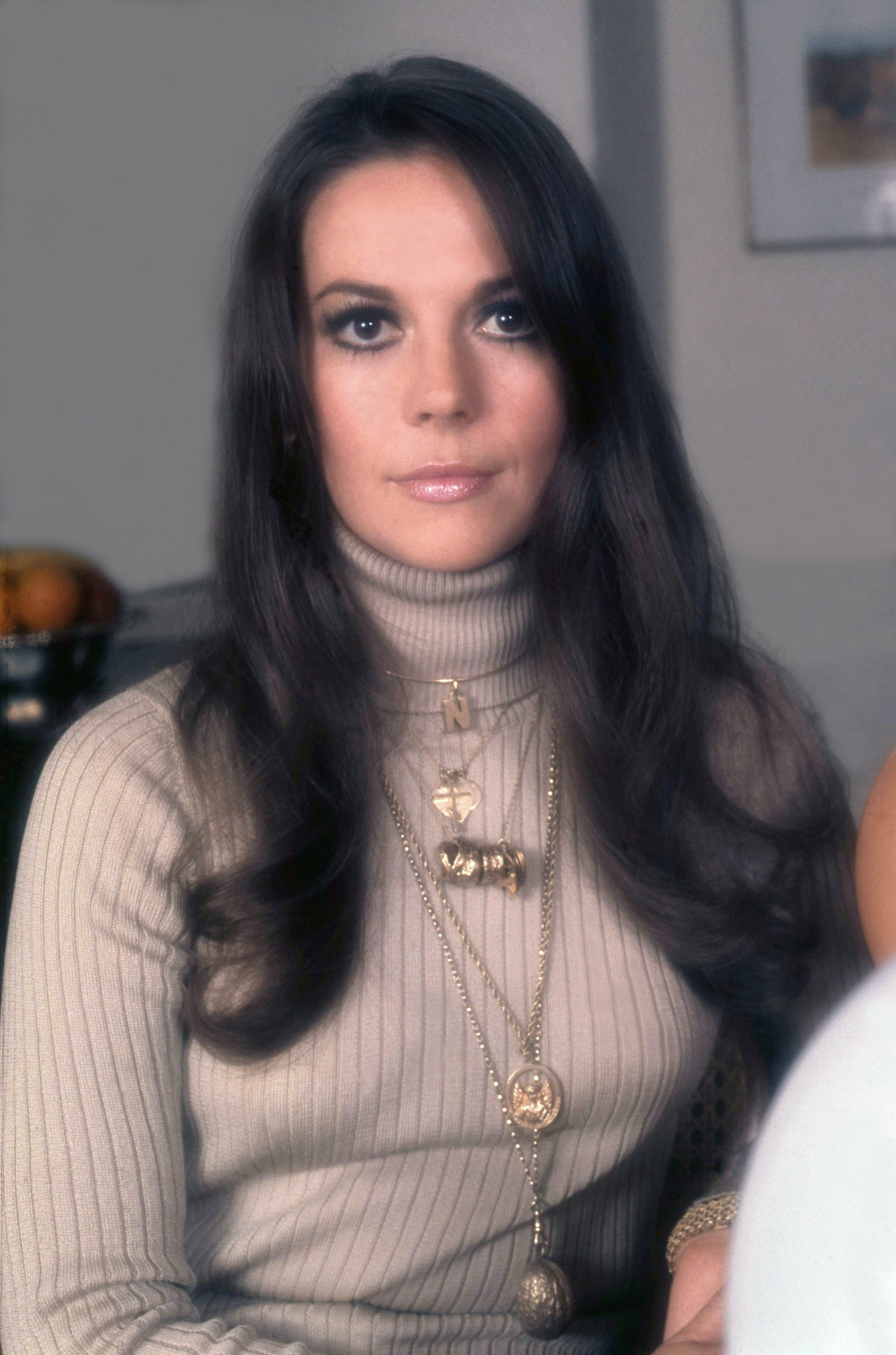
Natalie Wood (1938–1981)

- Wood, Nate (* 1979), amerikanischer Jazzmusiker (Multiinstrumentalist)
- Wood, Nicholas (1795–1865), englischer Dampflokomotiven-Ingenieur
- Wood, Nicky (* 1966), englischer Fußballspieler
- Wood, Noah Jay (* 2000), US-amerikanischer Schauspieler, Model und Social-Media-Persönlichkeit
- Wood, Norman, englischer Badmintonspieler
- Wood, Oenone (* 1980), australische Radrennfahrerin
- Wood, Oliver (1942–2023), britischer Kameramann
- Wood, Oliver (* 1995), britischer Radsportler
- Wood, Orrin (1817–1909), US-amerikanischer Unternehmer
- Wood, Oscar (* 1975), US-amerikanischer Ringer
- Wood, Paul (* 2004), paraguayischer Leichtathlet
- Wood, Peggy (1892–1978), US-amerikanische Sängerin und SchauspielerinPeggy Wood (1892–1978)
- Wood, Perry L. Jr. (* 1981), US-amerikanischer Herpetologe
- Wood, Rachel (* 1990), US-amerikanische Fußballspielerin
- Wood, Randy (* 1963), US-amerikanischer Eishockeyspieler
- Wood, Ray (1931–2002), englischer Fußballtorhüter
- Wood, Reuben († 1864), US-amerikanischer Politiker
- Wood, Reuben T. (1884–1955), US-amerikanischer Politiker
- Wood, Richard, Baron Holderness (1920–2002), britischer Politiker (Conservative Party), Mitglied des House of Commons
- Wood, Robert († 1771), britischer Reisender, Altertumsforscher, Unterstaatssekretär und Parlamentsabgeordneter
- Wood, Robert Coldwell (1923–2005), US-amerikanischer Politiker und Politikwissenschaftler
- Wood, Robert Williams (1868–1955), US-amerikanischer Experimentalphysiker
- Wood, Robin (1924–2004), kanadischer Pianist und Musikpädagoge
- Wood, Robin (1944–2021), paraguayischer Comic-Autor
- Wood, Ron (* 1947), britischer Rockmusiker, Gitarrist der Rolling StonesRon Wood (* 1947)

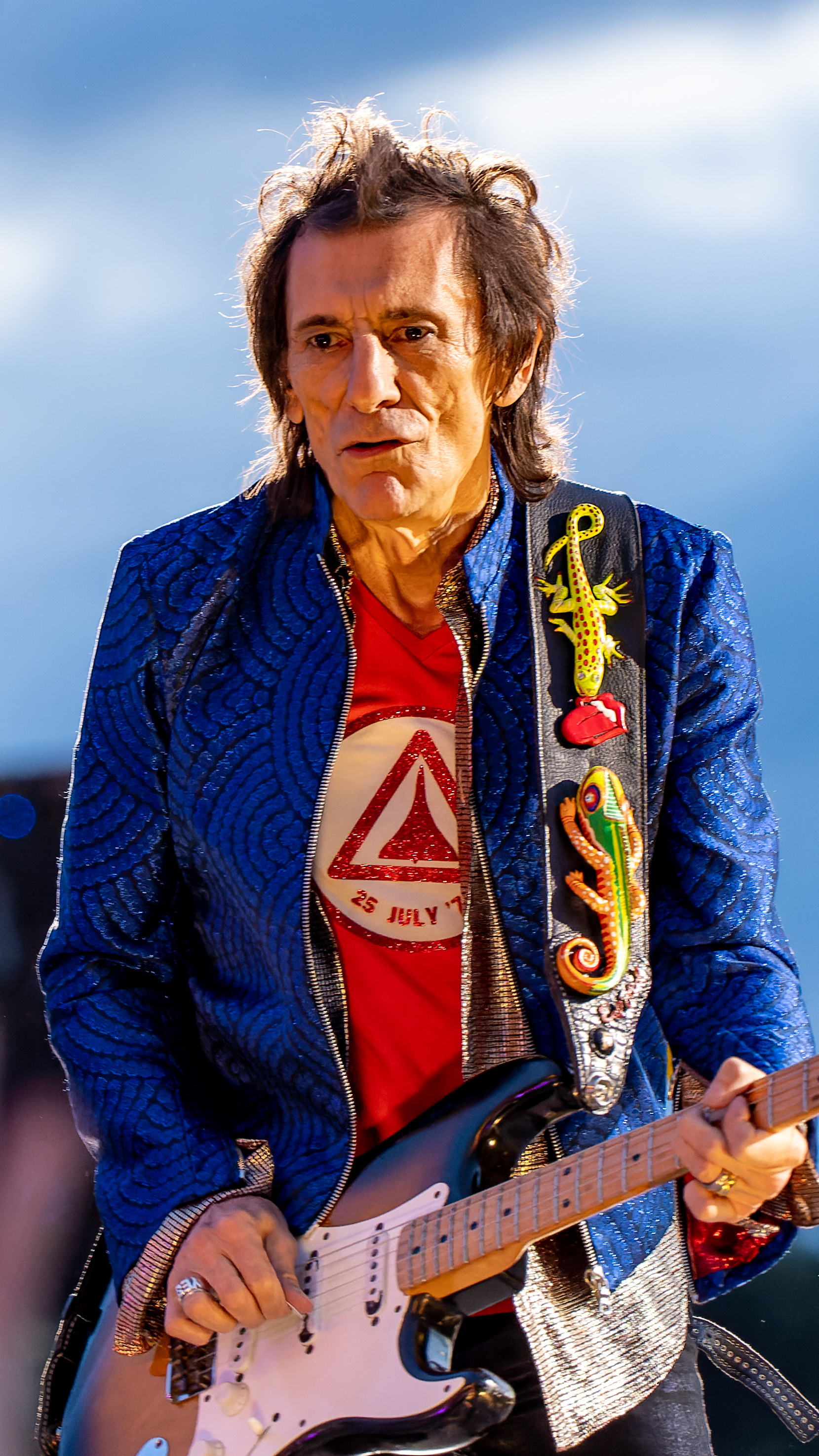
Ron Wood (* 1947)

- Wood, Roy (* 1946), britischer Songschreiber und Gitarrist
- Wood, Rutledge (* 1980), US-amerikanischer Moderator und Motorsportexperte
- Wood, Sam (1883–1949), US-amerikanischer Filmregisseur
- Wood, Samuel H., amerikanischer Wissenschaftler und Fruchtbarkeitsspeziallist
- Wood, Sarah (* 1990), australische Leichtathletin
- Wood, Searles Valentine (1798–1880), englischer Paläontologe
- Wood, Sebastian (* 1961), britischer Diplomat
- Wood, Shannon, US-amerikanischer Schlagwerker und Komponist
- Wood, Sidney (1911–2009), US-amerikanischer Tennisspieler
- Wood, Silas (1769–1847), US-amerikanischer Lehrer, Jurist und Politiker
- Wood, Smokey (1918–1975), US-amerikanischer Western-Swing-Musiker
- Wood, Stephen G., US-amerikanischer Offizier, Generalleutnant der US Air Force
- Wood, Steve (1961–1995), australischer Kanute
- Wood, Stewart, Baron Wood of Anfield (* 1968), britischer Politiker
- Wood, Sylvia, neuseeländische Geschäftsfrau, Präsidentin der New Zealand National Party
- Wood, Tatjana, US-amerikanische Künstlerin und Coloristin von Comics
- Wood, Thelma (1901–1970), US-amerikanische Silverpoint-Künstlerin und Bildhauerin
- Wood, Thomas J. (1823–1906), US-amerikanischer Offizier
- Wood, Thomas Jefferson (1844–1908), US-amerikanischer Politiker
- Wood, Thomas Waterman (1823–1903), US-amerikanischer Porträt- und Genremaler
- Wood, Tiffani (* 1977), australische Sängerin und Songwriterin
- Wood, Tim (* 1948), US-amerikanischer Eiskunstläufer
- Wood, Tom (* 1951), irischer Fotograf
- Wood, Tom (* 1963), US-amerikanischer Schauspieler und Musiker
- Wood, Tom (* 1978), britischer Schriftsteller und Drehbuchautor
- Wood, Tom, englischer Spezialeffektkünstler
- Wood, Travis (* 1987), US-amerikanischer Baseballspieler
- Wood, Trevor, Spezialeffektkünstler
- Wood, Ty (* 1995), kanadischer Schauspieler
- Wood, Vanessa (* 1983), amerikanische Elektroingenieurin
- Wood, Victoria (1953–2016), britische Drehbuchautorin, Komikerin, Schauspielerin und Sängerin
- Wood, W. A. R. (1878–1970), britischer Diplomat
- Wood, Waddy Butler (1869–1944), amerikanischer Architekt
- Wood, Wally (1927–1981), amerikanischer Comiczeichner
- Wood, Walter A. (1815–1892), US-amerikanischer Politiker
- Wood, Warren (1887–1926), US-amerikanischer Golfer
- Wood, William (1774–1857), britischer Malakologe und Entomologe
- Wood, William (1881–1940), kanadischer Marathonläufer britischer Herkunft
- Wood, William Barry (1938–2024), US-amerikanischer Molekular- und Entwicklungsbiologe
- Wood, William Robert (1861–1933), US-amerikanischer Politiker
- Wood, William, 1. Baron Hatherley (1801–1881), britischer Politiker, Mitglied des House of Commons und Rechtsgelehrter
- Wood, Willie (1936–2020), US-amerikanischer American-Football-Spieler und -Trainer
- Wood, Zach (* 1993), US-amerikanischer American-Football-Spieler
- Wood-Blagrove, Faith (* 2004), britische Schauspielerin
- Wood-Mason, James (1846–1893), britischer Zoologe

#### Wooda
- Woodall, Dennis (* 1978), deutsch-US-amerikanischer Basketballspieler
- Woodall, Jack D. (* 1936), US-amerikanischer Offizier, Generalleutnant der US-Army
- Woodall, Jerry M., US-amerikanischer Physiker
- Woodall, Jonnie (1946–2009), britischer Rennrodler, Bobsportler und Skeletonsportler
- Woodall, Keith (1926–1981), kanadischer Eishockeytorwart
- Woodall, Leo (* 1996), britischer SchauspielerLeo Woodall (* 1996)

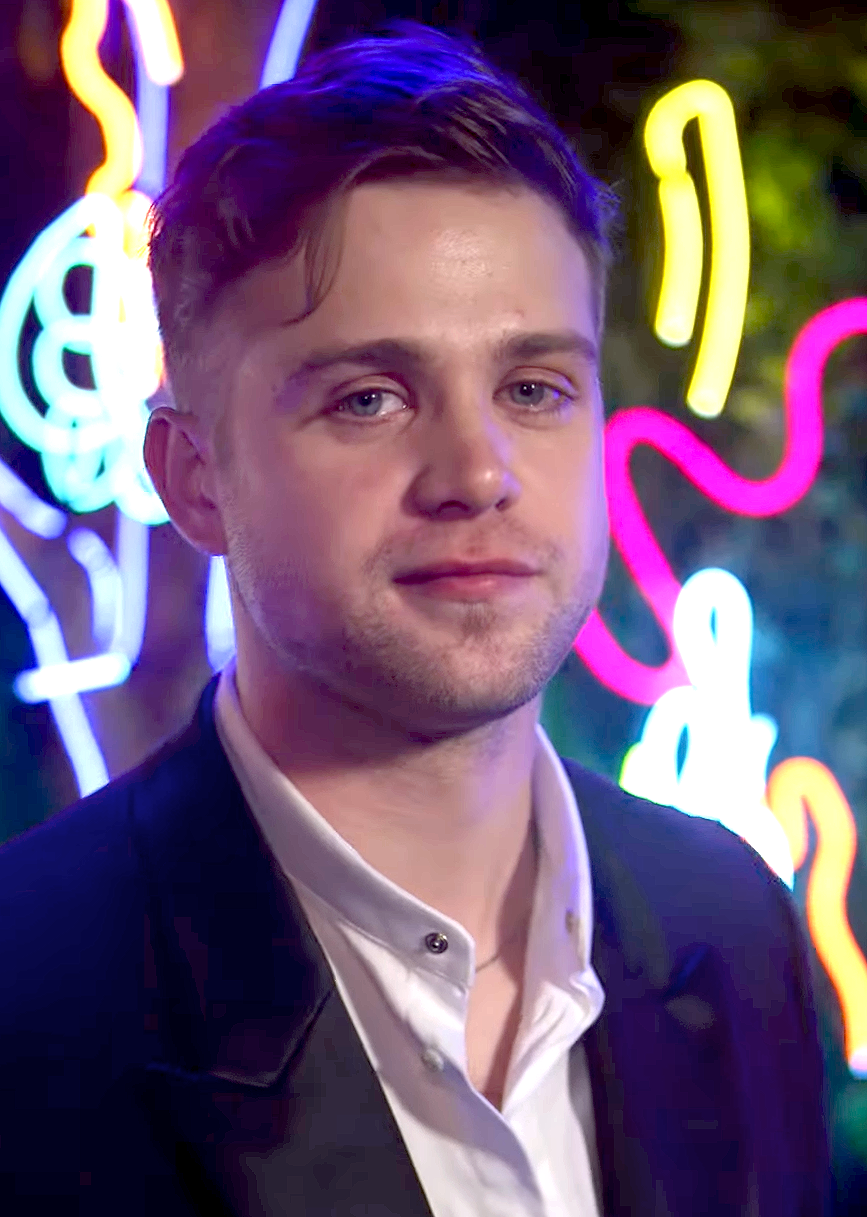
Leo Woodall (* 1996)

- Woodall, Rob (* 1970), US-amerikanischer Politiker
- Woodall, William (* 2000), US-amerikanischer Tennisspieler
- Woodard, Alfre (* 1952), US-amerikanische Fernseh- und Filmschauspielerin und Produzentin
- Woodard, Brian, US-amerikanischer Biathlet
- Woodard, Carl (* 1958), US-amerikanisch-schwedischer Basketballtrainer
- Woodard, Charlayne (* 1953), US-amerikanische Schauspielerin
- Woodard, Colin (* 1968), US-amerikanischer Journalist
- Woodard, Frederick Augustus (1854–1915), US-amerikanischer Politiker
- Woodard, Horace (1904–1973), US-amerikanischer Filmproduzent und Filmschaffender
- Woodard, Jessica (* 1995), US-amerikanische Kugelstoßerin
- Woodard, Lynette (* 1959), US-amerikanische Basketballspielerin
- Woodard, Nathaniel (1811–1891), britischer Priester der Kirche von England
- Woodard, Rickey (* 1950), amerikanischer Jazz-Saxophonist
- Woodard, Stacy (1902–1942), US-amerikanischer Filmproduzent und Filmschaffender

#### Woodb
- Woodberry, Terry, US-amerikanischer Schauspieler
- Woodbine, Bokeem (* 1973), US-amerikanischer SchauspielerBokeem Woodbine (* 1973)

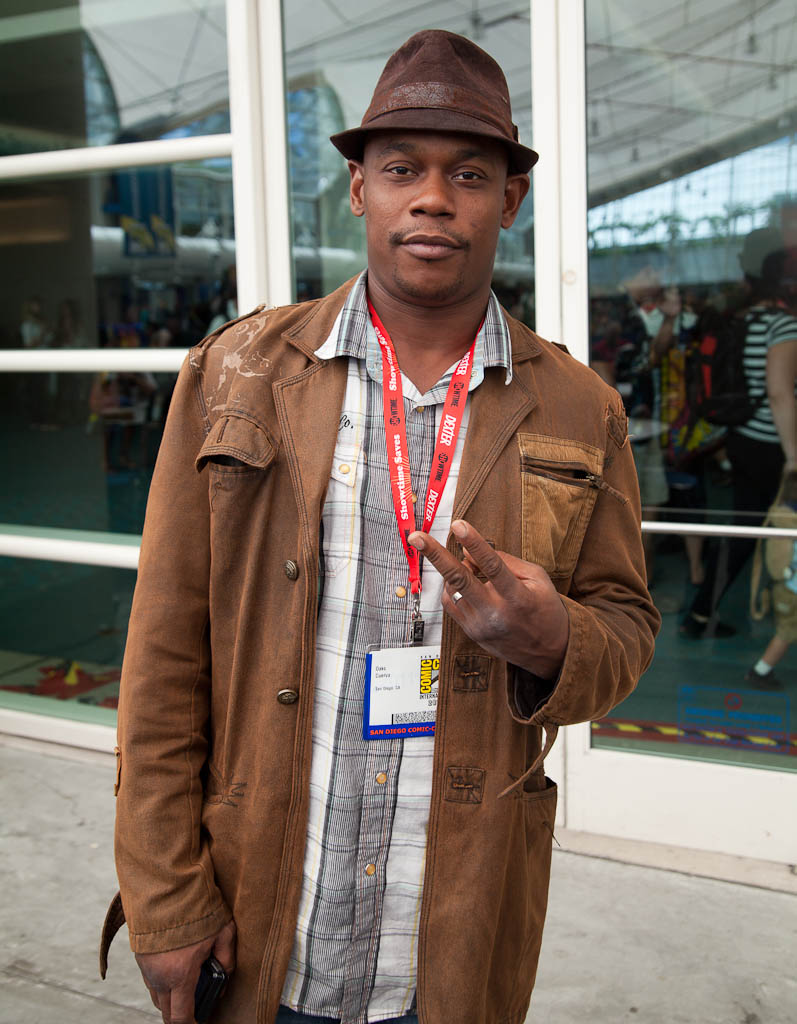
Bokeem Woodbine (* 1973)

- Woodbridge, Benjamin Mather (1884–1969), US-amerikanischer Romanist und Literaturwissenschaftler
- Woodbridge, Benjamin Mather, Jr. (1915–2007), US-amerikanischer Romanist und Lusitanist
- Woodbridge, Frederick E. (1818–1888), US-amerikanischer Politiker
- Woodbridge, Frederick James Eugene (1867–1940), US-amerikanischer Philosoph
- Woodbridge, Margaret (1902–1995), US-amerikanische Schwimmerin
- Woodbridge, Todd (* 1971), australischer Tennisspieler
- Woodbridge, William (1780–1861), US-amerikanischer Politiker
- Woodburn, Arthur (1890–1978), schottischer Politiker der Labour Party und Mitglied des House of Commons
- Woodburn, Ben (* 1999), walisischer Fußballspieler
- Woodburn, Danny (* 1964), US-amerikanischer SchauspielerDanny Woodburn (* 1964)

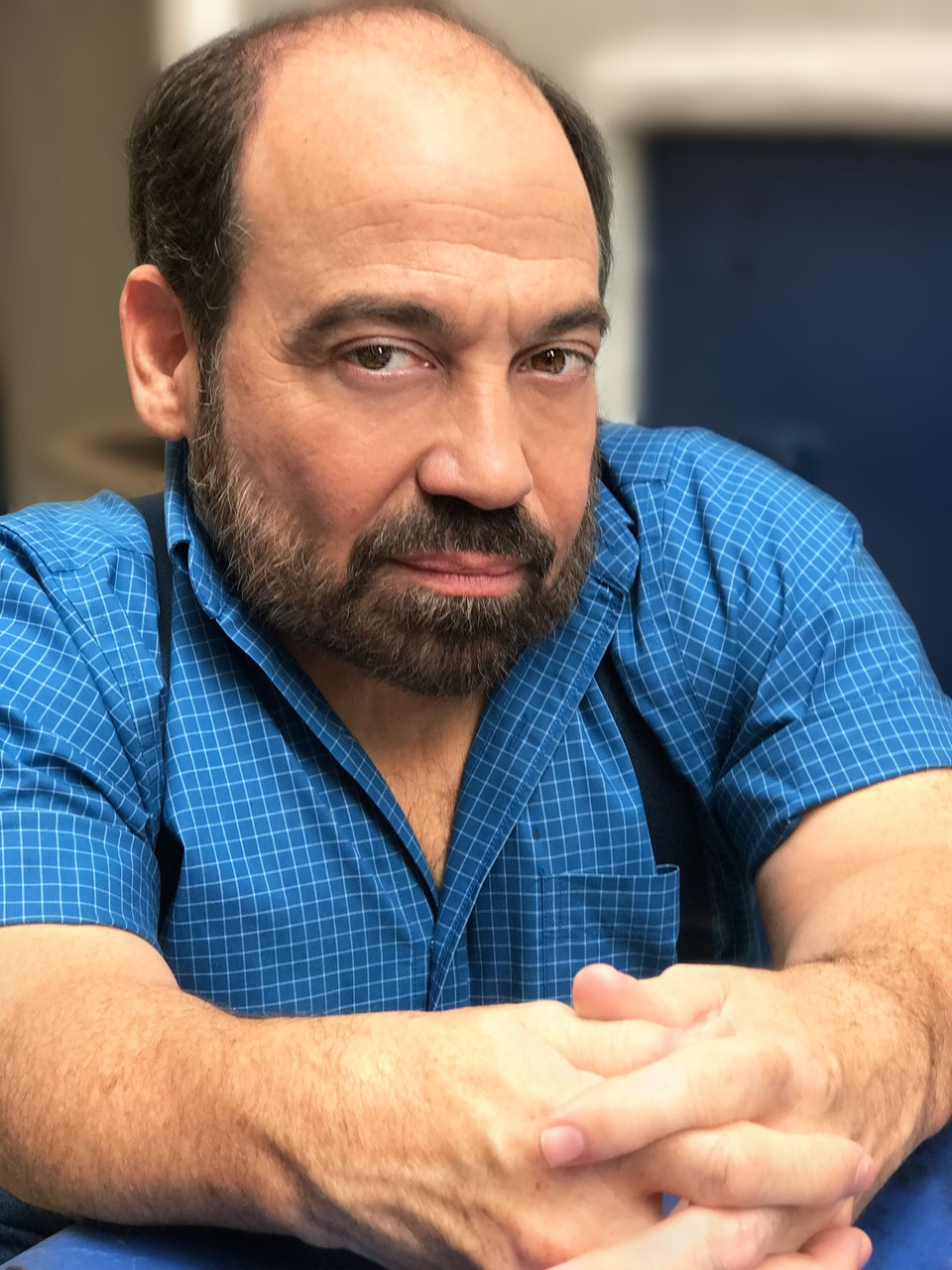
Danny Woodburn (* 1964)

- Woodburn, John (1936–2017), britischer Radrennfahrer
- Woodburn, Kevin (* 1957), britischer Jockey und Trainer
- Woodburn, William (1838–1915), amerikanischer Politiker
- Woodbury, Albert (1909–1989), US-amerikanischer Filmproduzent
- Woodbury, Egburt E. (1861–1920), US-amerikanischer Jurist und Politiker
- Woodbury, Levi (1789–1851), US-amerikanischer Jurist und Politiker
- Woodbury, Marcia Oakes (1865–1913), US-amerikanische Malerin
- Woodbury, Peter (1899–1970), US-amerikanischer Jurist
- Woodbury, Urban A. (1838–1915), US-amerikanischer Politiker, Gouverneur von Vermont
- Woodbury, Woody (* 1924), US-amerikanischer Komiker, Schauspieler sowie eine Fernsehpersönlichkeit und ein Talkshow-Host

#### Woodc
- Woodchopper, Arkansas (1906–1981), US-amerikanischer Old-Time-Musiker
- Woodcock, Bruce (1921–1997), britischer Boxer
- Woodcock, Carla (* 1998), britische Schauspielerin
- Woodcock, Charles (1850–1923), Geliebter Königs Karl 1. von Württemberg
- Woodcock, David (1785–1835), US-amerikanischer Jurist und Politiker
- Woodcock, George (1912–1995), kanadischer Autor und Kritiker
- Woodcock, Hubert Bayley Drysdale (1867–1957), englischer Jurist und Amateurbotaniker
- Woodcock, Janet (* 1948), US-amerikanische Ärztin
- Woodcock, Jo (* 1988), britische Schauspielerin
- Woodcock, John (1903–1965), irischer Radrennfahrer
- Woodcock, Leonard (1911–2001), US-amerikanischer Gewerkschaftsführer und Diplomat
- Woodcock, Martin (1935–2019), britischer Tierillustrator
- Woodcock, Muriel, schottische Badmintonspielerin
- Woodcock, Percy Franklin (1855–1936), kanadischer Maler und Kunstpädagoge
- Woodcock, Riley (* 1995), australischer Fußballspieler
- Woodcock, Ryan, britischer Schauspieler und Synchronsprecher
- Woodcock, Thomas (* 1951), englischer Jurist, Genealoge und Heraldiker
- Woodcock, Tony (* 1955), englischer Fußballspieler und -trainer
- Woodcock, Tony (* 1981), neuseeländischer Rugby-Union-Spieler
- Woodcroft, Craig (* 1969), kanadischer Eishockeyspieler und -trainer
- Woodcroft, Jay (* 1976), kanadischer Eishockeyspieler und -trainer

#### Woode
- Woode, Jimmy (1929–2005), US-amerikanischer Jazz-Kontrabassist
- Woodell, Colin (* 1991), US-amerikanischer Schauspieler
- Wooden, John (1910–2010), US-amerikanischer Basketballspieler und -trainerJohn Wooden (1910–2010)

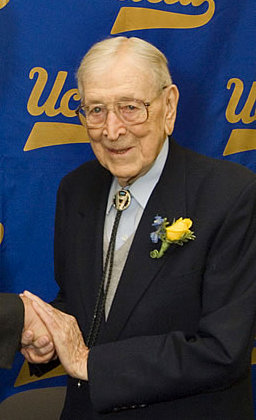
John Wooden (1910–2010)

- Wooden, Nashom (1969–2020), afroamerikanischer Sänger und Dragqueen
- Wooderson, Sydney (1914–2006), britischer Leichtathlet
- Woodeson, Nicholas (* 1949), britischer Schauspieler

#### Woodf
- Woodfall, Henry Sampson (1739–1805), englischer Drucker und Journalist
- Woodfield, Randall Brent (* 1950), US-amerikanischer Serienmörder
- Woodfield, William (1928–2001), US-amerikanischer Fotograf, Fernsehproduzent und Zauberkünstler
- Woodford, John George (1785–1879), britischer Offizier
- Woodford, Michael (* 1955), US-amerikanischer Volkswirt
- Woodford, Michael (* 1960), britischer Manager
- Woodford, Ralph (1784–1828), britischer Gouverneur von Trinidad
- Woodford, Stewart L. (1835–1913), US-amerikanischer Politiker
- Woodford-Grimes, Edith Rose (1887–1975), britische Wiccan
- Woodforde, Mark (* 1965), australischer Tennisspieler
- Woodforde-Finden, Amy (1860–1919), englische Komponistin
- Woodfox, Albert (1947–2022), US-amerikanischer MenschenrechtsaktivistAlbert Woodfox (1947–2022)

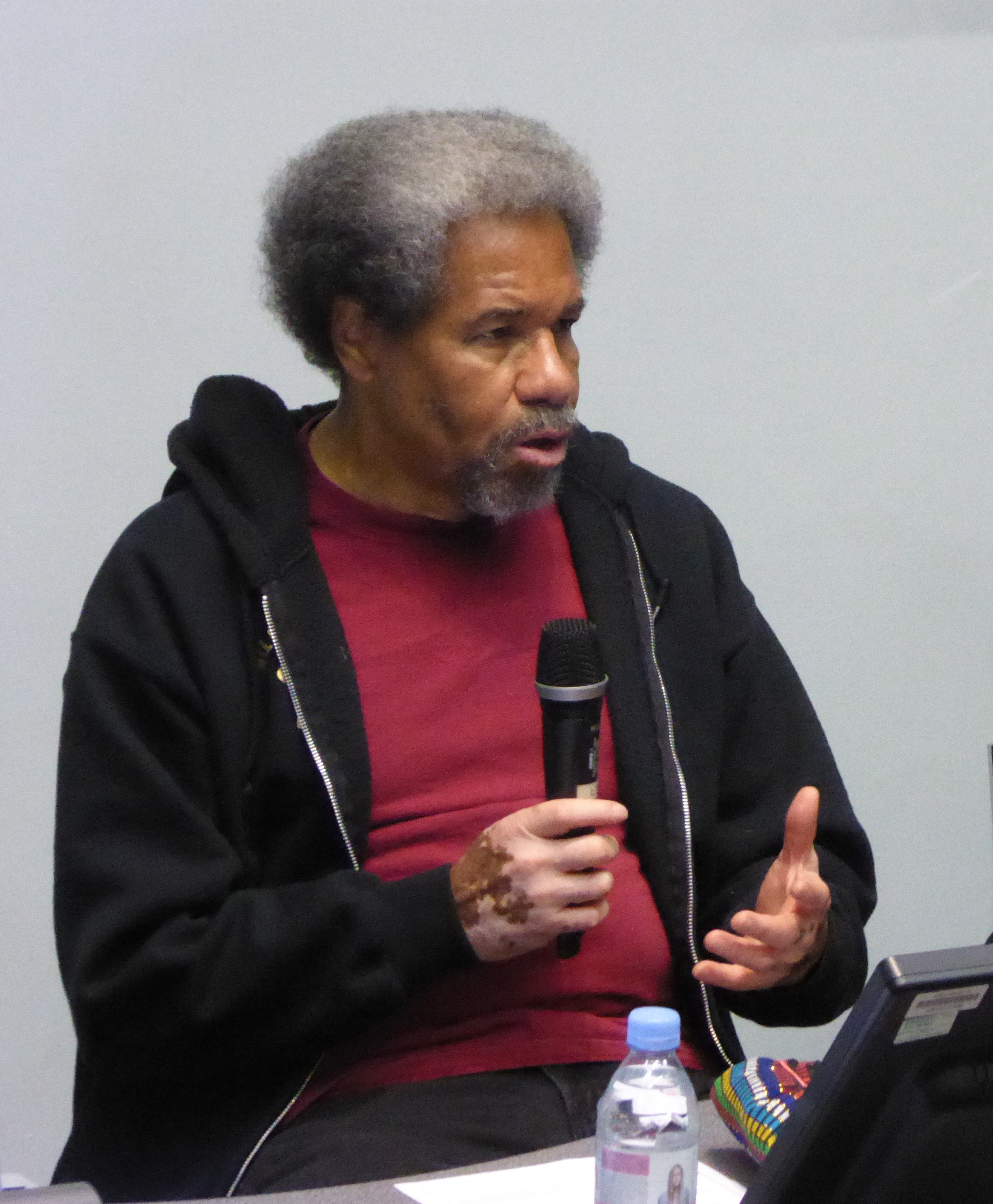
Albert Woodfox (1947–2022)

#### Woodg
- Woodgate, Jonathan (* 1980), englischer Fußballspieler und -trainer
- Woodgates, Benjamin (* 1986), britischer Komponist, Dirigent und Orchestrator
- Woodger, Joseph Henry (1894–1981), britischer Philosoph der Biologie und Wissenschaftstheoretiker
- Woodget, James (1874–1960), britischer Tauzieher

#### Woodh
- Woodhall, Richie (* 1968), britischer Boxer
- Woodhead, Arthur Geoffrey (1922–2008), britischer Althistoriker und Epigraphiker
- Woodhead, Chris (1946–2015), britischer Pädagoge
- Woodhead, Cynthia (* 1964), US-amerikanische Schwimmerin
- Woodhead, Dylan (* 1998), US-amerikanischer Wasserballspieler
- Woodhead, Grace (1864–1936), britische Philanthropin und Reformerin der psychischen Gesundheitsfürsorge
- Woodhead, Jeremy, britischer Maskenbildner
- Woodhead, Quinn (* 2000), US-amerikanischer Wasserballspieler
- Woodhead, Sarah (1851–1908), britische Mathematiklehrerin und Schulleiterin
- Woodhead, Wendy (1916–2003), englische Tischtennisspielerin
- Woodhouse, Bill (1936–2014), US-amerikanischer Sprinter
- Woodhouse, Callum (* 1994), englischer Schauspieler
- Woodhouse, Chase G. (1890–1984), US-amerikanische Politikerin
- Woodhouse, Christopher Montague (1917–2001), britischer Geheimagent und Politiker, Mitglied des House of Commons
- Woodhouse, Danielle (* 1969), australische Wasserballspielerin
- Woodhouse, Francis Valentine (1805–1901), Apostel der Katholisch-Apostolischen Gemeinden
- Woodhouse, Fred (1912–1998), australischer Stabhochspringer
- Woodhouse, James (1770–1809), US-amerikanischer Chemiker
- Woodhouse, Luke (* 1988), englischer Dartspieler
- Woodhouse, Michael (* 1965), neuseeländischer Politiker (National Party)
- Woodhouse, Otway Edward (1855–1887), englischer Ingenieur und Tennisspieler, Sieger der ersten amerikanischen Meisterschaften 1880
- Woodhouse, Owen (1916–2014), neuseeländischer Seeoffizier und Jurist
- Woodhouse, Robert (1773–1827), britischer Mathematiker, Professor der Mathematik
- Woodhouse, Robert (* 1966), australischer Schwimmer
- Woodhouse, Robyn (* 1943), australische Hochspringerin
- Woodhouse, Samuel Washington (1821–1904), US-amerikanischer Arzt und Naturforscher
- Woodhull, Abraham (1750–1826), US-amerikanischer Spion
- Woodhull, Caleb Smith (1792–1866), US-amerikanischer Politiker
- Woodhull, Victoria (1838–1927), US-amerikanische Finanzmaklerin, Journalistin und FrauenrechtlerinVictoria Woodhull (1838–1927)

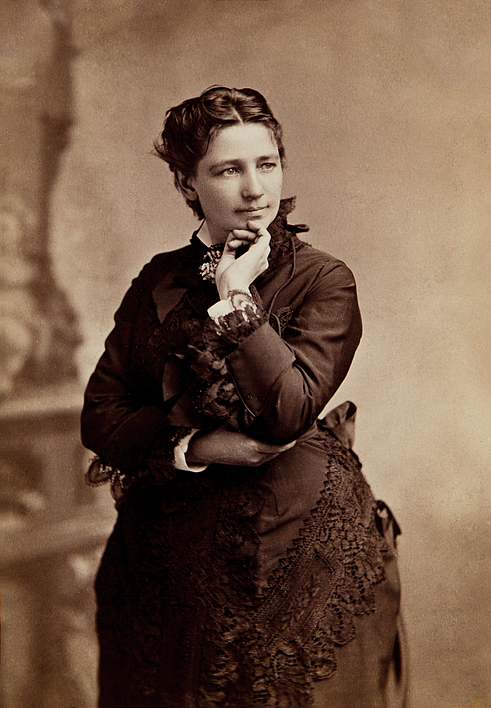
Victoria Woodhull (1838–1927)

#### Woodi
- Woodin, George Burrell (1934–2002), US-amerikanischer Wrestler
- Woodin, W. Hugh (* 1955), US-amerikanischer Mathematiker
- Woodin, William H. (1868–1934), US-amerikanischer Industrieller und Minister
- Wooding, Chris (* 1977), englischer Autor
- Wooding, Hugh (1904–1974), Jurist und Politiker aus Trinidad und Tobago
- Wooding, Jeremy (* 1969), britischer Filmregisseur und Filmeditor
- Wooding, Liam (* 1993), australischer Fußballspieler
- Wooding, Sam (1895–1985), US-amerikanischer Jazz-Pianist, -Arrangeur und -Bandleader
- Woodington, Albie (* 1952), britischer Film- und Theaterschauspieler
- Woodiwiss, Kathleen E. (1939–2007), US-amerikanische Schriftstellerin

#### Woodk
- Woodkid (* 1983), französischer Musiker und Musikvideo-RegisseurWoodkid (* 1983)

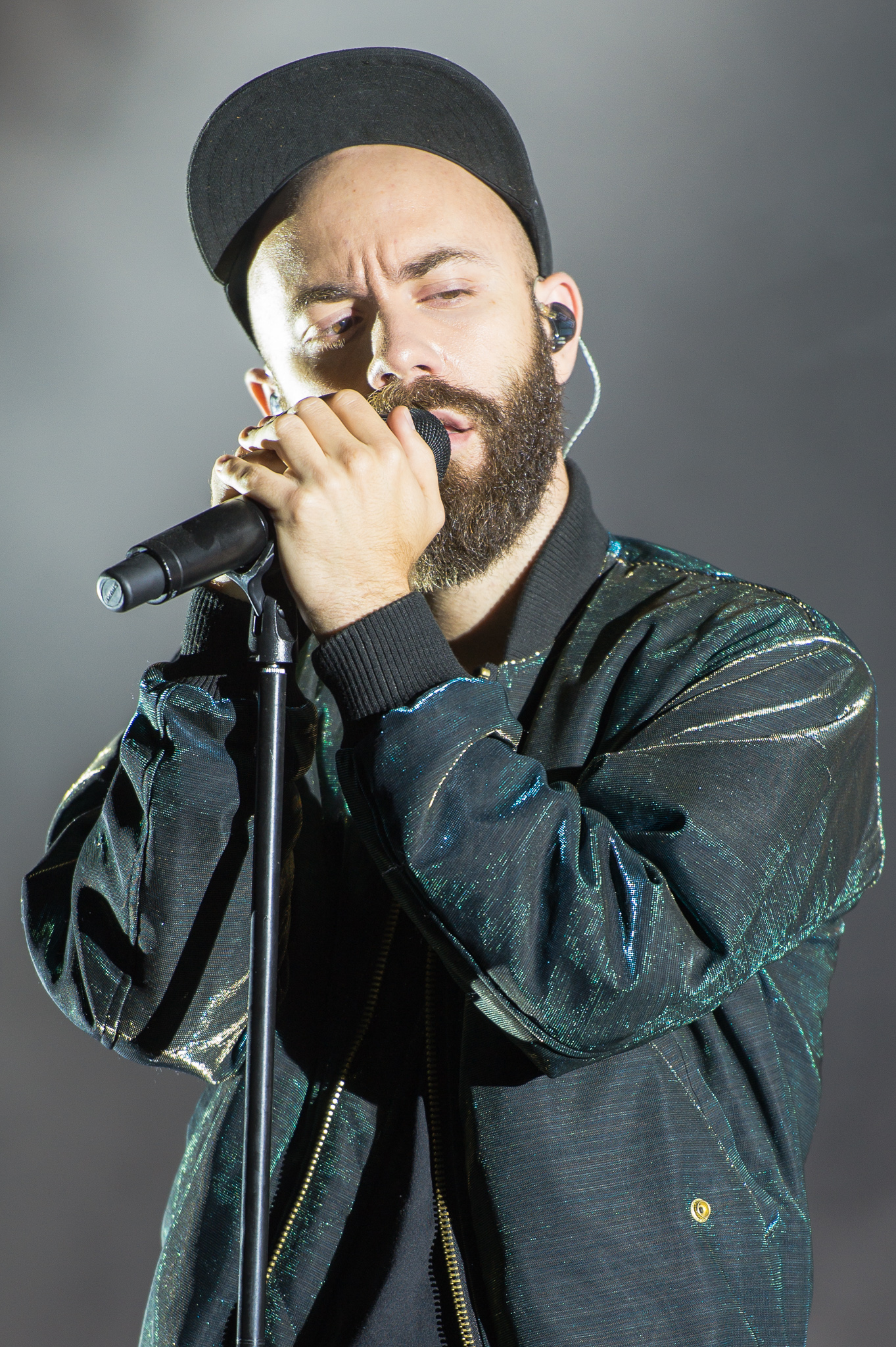
Woodkid (* 1983)

#### Woodl
- Woodland, Gary (* 1984), US-amerikanischer Golfer
- Woodland, Joan (1921–2013), australische Sprinterin
- Woodland, Lauren (* 1977), US-amerikanische Schauspielerin und Rechtsanwältin
- Woodland, Luke (* 1995), philippinischer Fußballspieler
- Woodland, Mr. (* 1981), deutscher Street Art/Graffiti-Künstler und Grafikdesigner
- Woodland, Nick (* 1951), britischer Rock-’n’-Roll- und Blues-Gitarrist
- Woodland, Norman Joseph (1921–2012), US-amerikanischer Erfinder des Strichcodes
- Woodland, Robin (* 1938), britischer Hürdenläufer
- Woodlawn, Holly (1946–2015), US-amerikanische Schauspielerin und Transgender-Aktivistin
- Woodley, Erin (* 1972), kanadische Synchronschwimmerin
- Woodley, Shailene (* 1991), US-amerikanische SchauspielerinShailene Woodley (* 1991)

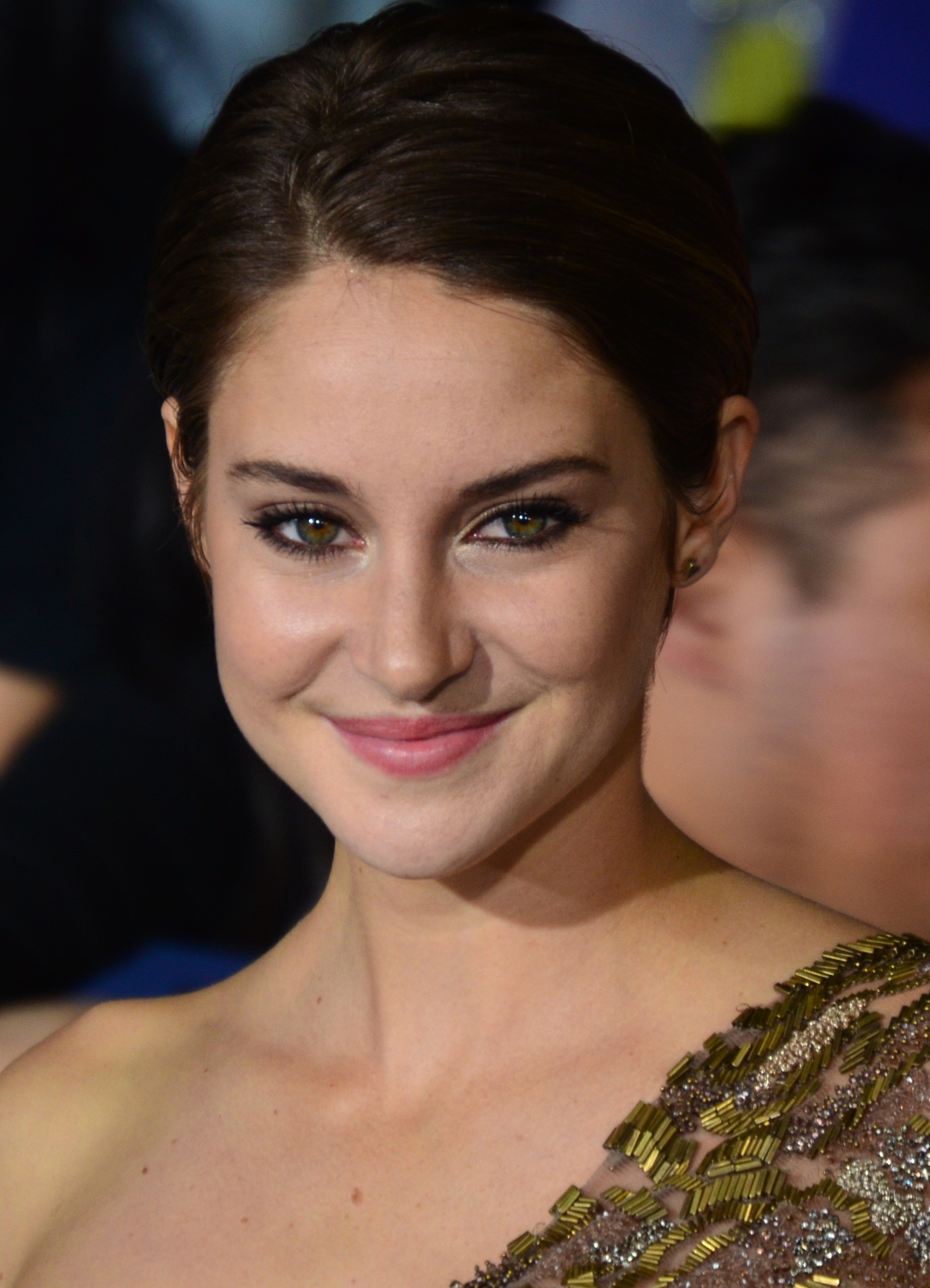
Shailene Woodley (* 1991)

- Woodlieff, Norman (1901–1985), US-amerikanischer Old-Time-Musiker
- Woodliffe, Oliver, englischer Theaterdirektor in der Regierungszeit von Königin Elisabeth I.
- Woodlock, Patricia (* 1873), britische Frauenrechtlerin

#### Woodm
- Woodman, Allan (1899–1963), kanadischer Eishockeyspieler
- Woodman, Britt (1920–2000), US-amerikanischer Jazzposaunist
- Woodman, Charles W. (1844–1898), dänisch-amerikanischer Politiker
- Woodman, Derek (* 1936), britischer Motorradrennfahrer
- Woodman, Dorothy (1902–1970), britische politische Aktivistin
- Woodman, Francesca (1958–1981), US-amerikanische Fotokünstlerin
- Woodman, Frederick T. (1871–1949), US-amerikanischer Politiker
- Woodman, Jamie (* 1971), englischer Snookerspieler
- Woodman, Jamie (* 1994), australischer Eishockeyspieler
- Woodman, Neal (* 1958), US-amerikanischer Paläontologe und Mammaloge
- Woodman, Pierre (* 1963), französischer Fotograf und PornofilmregisseurPierre Woodman (* 1963)

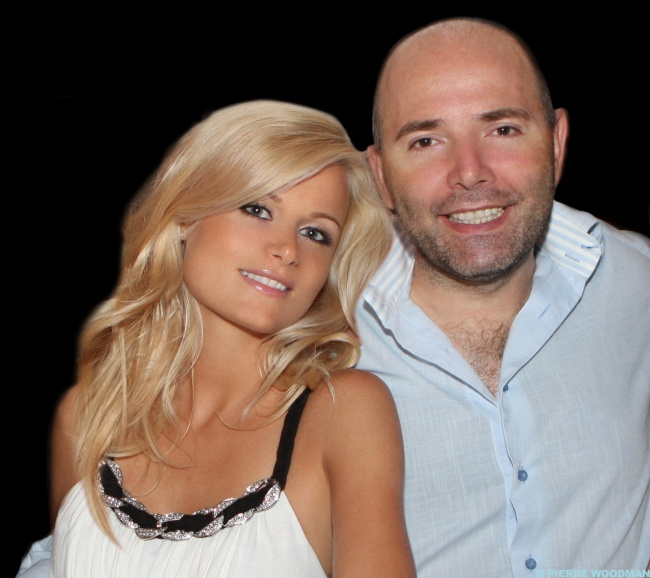
Pierre Woodman (* 1963)

- Woodman, Richard (1944–2024), britischer Autor
- Woodman, William Robert (1828–1891), englischer Arzt, Freimaurer, Rosenkreuzer, und einer der Gründer des Golden Dawn
- Woodman-Wickliffe, Portia (* 1991), neuseeländische Rugbyspielerin
- Woodmansee, John W. (* 1934), US-amerikanischer Offizier, Generalleutnant der US Army
- Woodmansee, Martha (* 1944), US-amerikanische Literaturwissenschaftlerin und Rechtshistorikerin
- Woodmansey, Mick (* 1951), britischer Schlagzeuger
- Woodmore, DJ (* 1992), US-amerikanischer Basketballspieler

#### Woodr
- Woodrell, Daniel (* 1953), US-amerikanischer Schriftsteller
- Woodring, Allen (1898–1982), US-amerikanischer Leichtathlet
- Woodring, Harry Hines (1890–1967), US-amerikanischer Politiker
- Woodring, Jim (* 1952), US-amerikanischer Künstler, Comiczeichner und -autor
- Woodring, Peter (* 1968), US-amerikanischer Fußballspieler
- Woodring, Wendell P. (1891–1983), US-amerikanischer Paläontologe und Geologe
- Woodroffe, Alice (* 1904), englische Badmintonspielerin
- Woodroffe, John (1865–1936), britischer Richter und Rechtswissenschaftler
- Woodroffe, Martyn (* 1950), britischer Schwimmer
- Woodroffe, Patrick (1940–2014), britischer Künstler
- Woodroof, Ron (1950–1992), US-amerikanischer Unternehmer, Gründer des Dallas Buyer’s Club
- Woodrow, Bill (* 1948), britischer Bildhauer und Zeichner
- Woodruff, Bille, US-amerikanischer Film- und Musikvideoregisseur
- Woodruff, Blake (* 1995), US-amerikanischer Schauspieler
- Woodruff, Bob (* 1961), US-amerikanischer Fernseh-Journalist
- Woodruff, Charles (1844–1927), US-amerikanischer Bogenschütze
- Woodruff, Charles Armijo (1884–1945), US-amerikanischer Marineoffizier
- Woodruff, Chris (* 1973), US-amerikanischer Tennisspieler
- Woodruff, D. Phil (* 1944), britischer experimenteller Festkörperphysiker
- Woodruff, Emily (1846–1916), US-amerikanische Bogenschützin
- Woodruff, Frank (1906–1983), US-amerikanischer Regisseur und Filmproduzent
- Woodruff, George C. (1805–1885), US-amerikanischer Politiker
- Woodruff, Gianna (* 1993), panamaische Hürdenläuferin
- Woodruff, Harold Boyd (1917–2017), US-amerikanischer Mikrobiologe
- Woodruff, Helen Smith (1888–1924), US-amerikanische Autorin von Kinder- und Jugendbüchern
- Woodruff, James (1877–1969), US-amerikanischer Generalmajor (U.S. Army)
- Woodruff, John (1826–1868), US-amerikanischer Politiker
- Woodruff, John (1915–2007), US-amerikanischer Mittelstreckenläufer und Olympiasieger
- Woodruff, Michael (1911–2001), britischer Chirurg
- Woodruff, Paul (1943–2023), US-amerikanischer Altphilologe und Philosophiehistoriker
- Woodruff, Robert W. (1889–1985), US-amerikanischer Manager, Präsident von Coca-ColaRobert W. Woodruff (1889–1985)

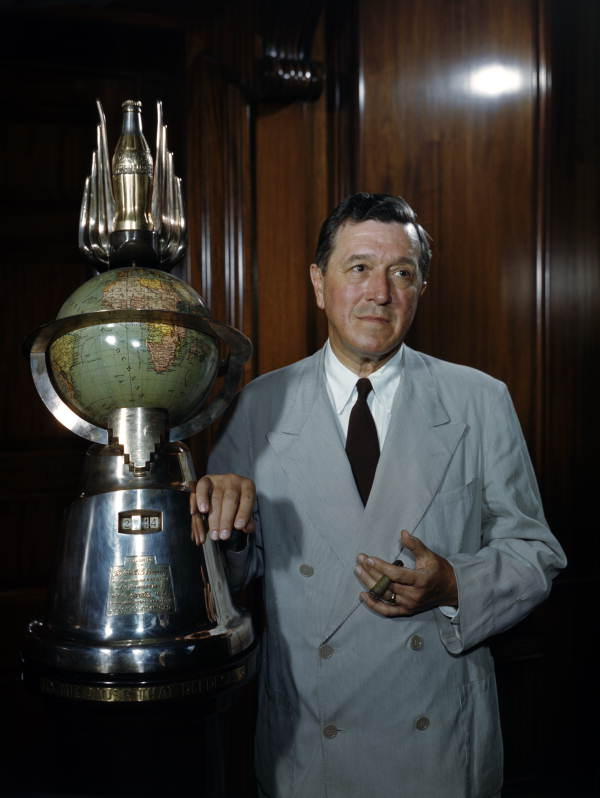
Robert W. Woodruff (1889–1985)

- Woodruff, Rollin S. (1854–1925), US-amerikanischer Politiker
- Woodruff, Roscoe B. (1891–1975), US-amerikanischer Militär, Generalmajor der US Army
- Woodruff, Roy O. (1876–1953), US-amerikanischer Politiker
- Woodruff, Teresa K. (* 1963), Biologin
- Woodruff, Thomas M. (1804–1855), US-amerikanischer Politiker
- Woodruff, Timothy L. (1858–1913), US-amerikanischer Politiker (Republikanische Partei)
- Woodruff, Tom junior (* 1959), US-amerikanischer Spezialeffektkünstler, Schauspieler, Maskenbildner und Regisseur
- Woodruff, Wilford (1807–1898), 4. Präsident der Kirche Jesu Christi der Heiligen der Letzten Tage
- Woodruff, Yasmin (* 1990), panamaische Hürdenläuferin
- Woodruffe, Dylan (* 2006), Sprinter aus Trinidad und Tobago
- Woodrum, Charity, US-amerikanische Astrophysikerin
- Woodrum, Clifton A. (1887–1950), US-amerikanischer Politiker

#### Woods
- Woods, A. M., US-amerikanischer Lacrossespieler
- Woods, Adam (* 2001), schwedischer Sänger
- Woods, Alan (* 1944), britischer trotzkistischer Politiker, Autor und Journalist
- Woods, Ana (* 1991), deutsche Schriftstellerin
- Woods, Bambi (* 1955), US-amerikanische PornodarstellerinBambi Woods (* 1955)

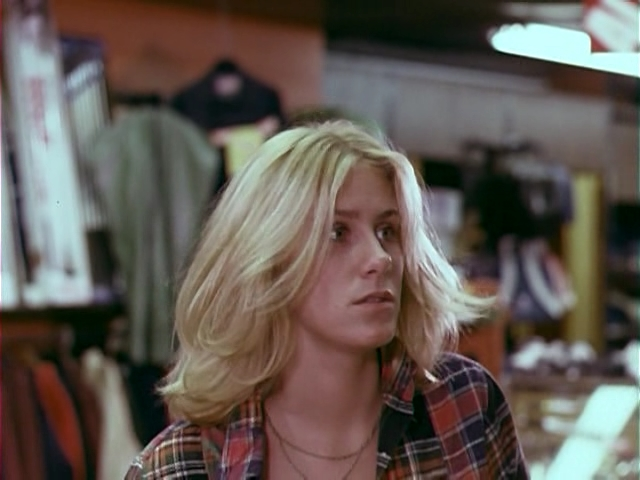
Bambi Woods (* 1955)

- Woods, Barbara Alyn (* 1962), US-amerikanische Schauspielerin
- Woods, Bill (1924–2000), US-amerikanischer Musiker und Produzent
- Woods, Brian (* 1966), englischer Dartspieler
- Woods, Bryan (* 1984), US-amerikanischer Drehbuchautor, Filmproduzent und -regisseur
- Woods, Carter (* 2001), kanadischer Radrennfahrer
- Woods, Cheyenne (* 1990), US-amerikanische Golfsportlerin
- Woods, Chris (1925–1985), US-amerikanischer Saxophonist (Bariton- und Altsaxophon) und Flötist des Swing, Rhythm & Blues und Modern Jazz
- Woods, Chris (* 1959), englischer Fußballtorwart
- Woods, Christine (* 1983), US-amerikanische Schauspielerin
- Woods, Clare (* 1972), britische Malerin
- Woods, Clinton (* 1972), britischer Boxer
- Woods, Clinton Edgar (1863–1927), US-amerikanischer Erfinder, Elektro- und Maschinenbauingenieur und Automobilhersteller
- Woods, Cyrus (1861–1938), US-amerikanischer Jurist, Politiker und Diplomat
- Woods, Daniel (* 1989), amerikanischer Sportkletterer
- Woods, Darren, US-amerikanischer Geschäftsmann und EnergiemanagerDarren Woods

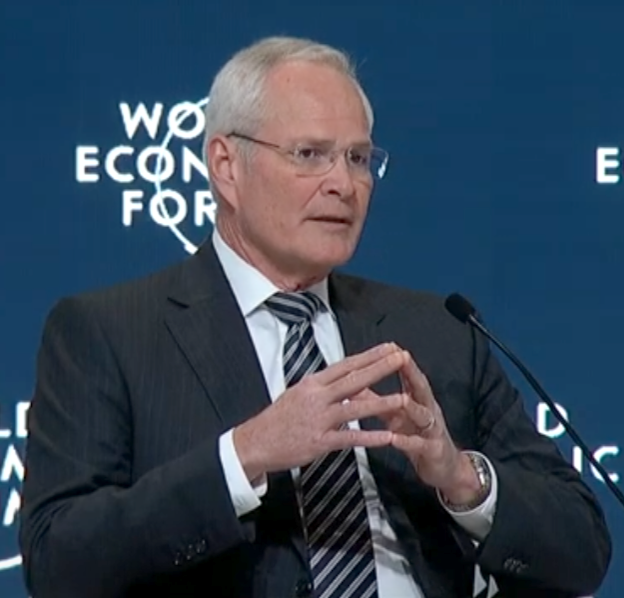
Darren Woods

- Woods, D’Artagnan, US-amerikanischer Schauspieler und Filmproduzent
- Woods, Dean (1966–2022), australischer Radrennfahrer
- Woods, Don (* 1954), amerikanischer Hacker und Programmierer
- Woods, Donald (1906–1998), kanadisch-US-amerikanischer Schauspieler
- Woods, Donald (1933–2001), südafrikanischer Jurist und JournalistDonald Woods (1933–2001)

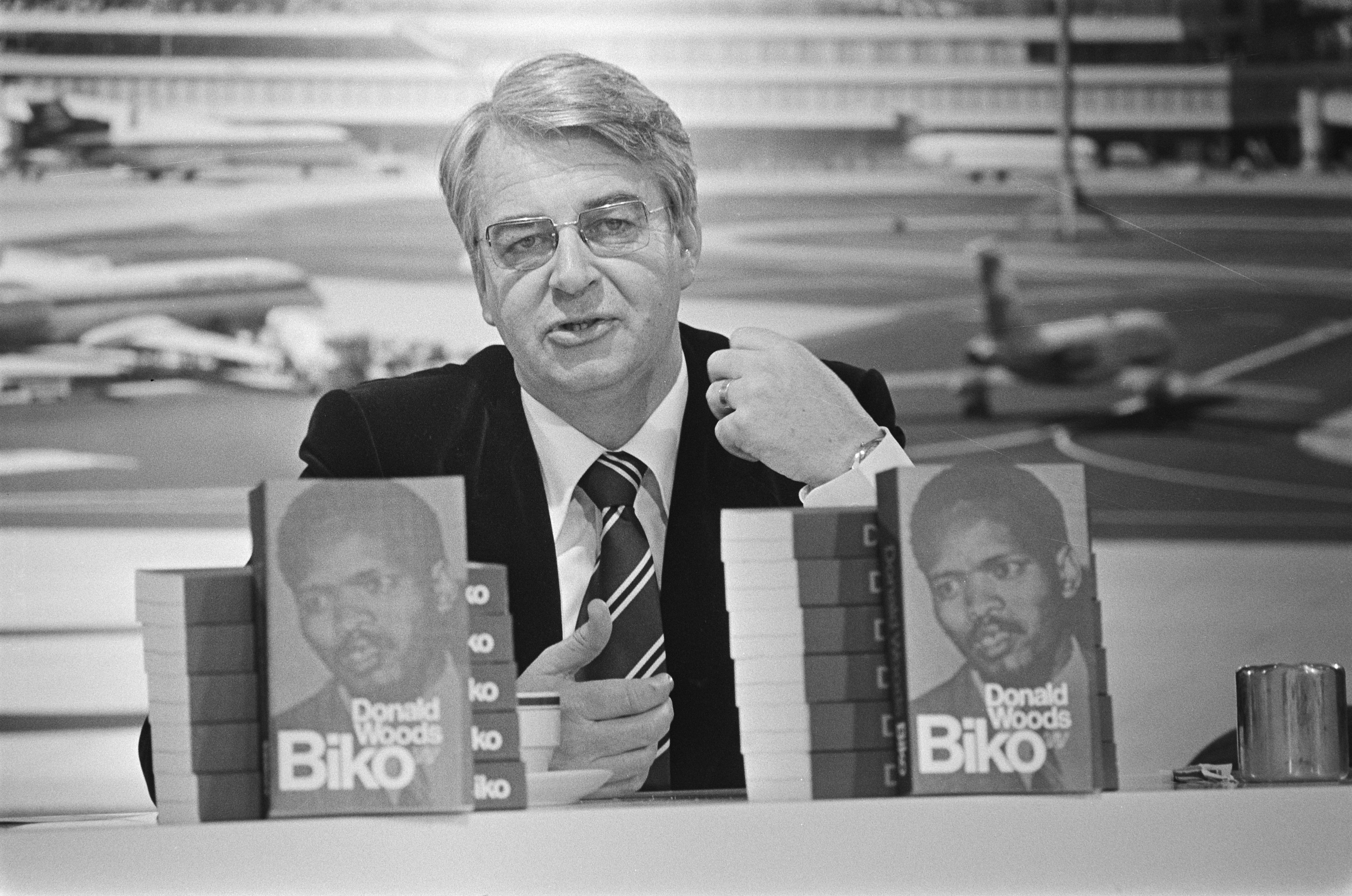
Donald Woods (1933–2001)

- Woods, Doris (1902–1956), britische Turnerin
- Woods, Edward (1903–1989), US-amerikanischer Schauspieler
- Woods, Elliott (1865–1923), US-amerikanischer Architekt
- Woods, Frank P. (1868–1944), US-amerikanischer Politiker
- Woods, Gary (* 1990), englischer Fußballtorhüter
- Woods, Gay (* 1948), irische Musikerin
- Woods, George (1943–2022), US-amerikanischer Kugelstoßer
- Woods, George A. (1926–1988), amerikanischer Literaturkritiker und Kinderbuchautor
- Woods, George D. (1901–1982), US-amerikanischer Bankmanager und Ökonom
- Woods, George Lemuel (1832–1890), amerikanischer Politiker
- Woods, Grant (1954–2021), US-amerikanischer Jurist und Politiker
- Woods, Granville T. (1856–1910), US-amerikanischer Erfinder
- Woods, Hanne (* 1960), norwegische Curlerin
- Woods, Harriett (1927–2007), US-amerikanische Politikerin
- Woods, Harry Lewis (1889–1968), US-amerikanischer Schauspieler
- Woods, Harry MacGregor (1896–1970), US-amerikanischer Musiker, Komponist und Textdichter
- Woods, Henry (1764–1826), US-amerikanischer Politiker
- Woods, Henry (1846–1921), britischer Maler
- Woods, Henry (1868–1952), britischer Paläontologe
- Woods, Henry Felix (1843–1929), Admiral und Pasha in der osmanischen Marine
- Woods, Ian (* 1966), britischer Biathlet
- Woods, Ilene (1929–2010), US-amerikanische Sängerin und Synchronsprecherin
- Woods, Ivan (* 1976), kanadisch-maltesischer Fußballspieler
- Woods, Jackson (* 1993), australischer Boxer
- Woods, James (* 1947), US-amerikanischer Schauspieler und SynchronsprecherJames Woods (* 1947)

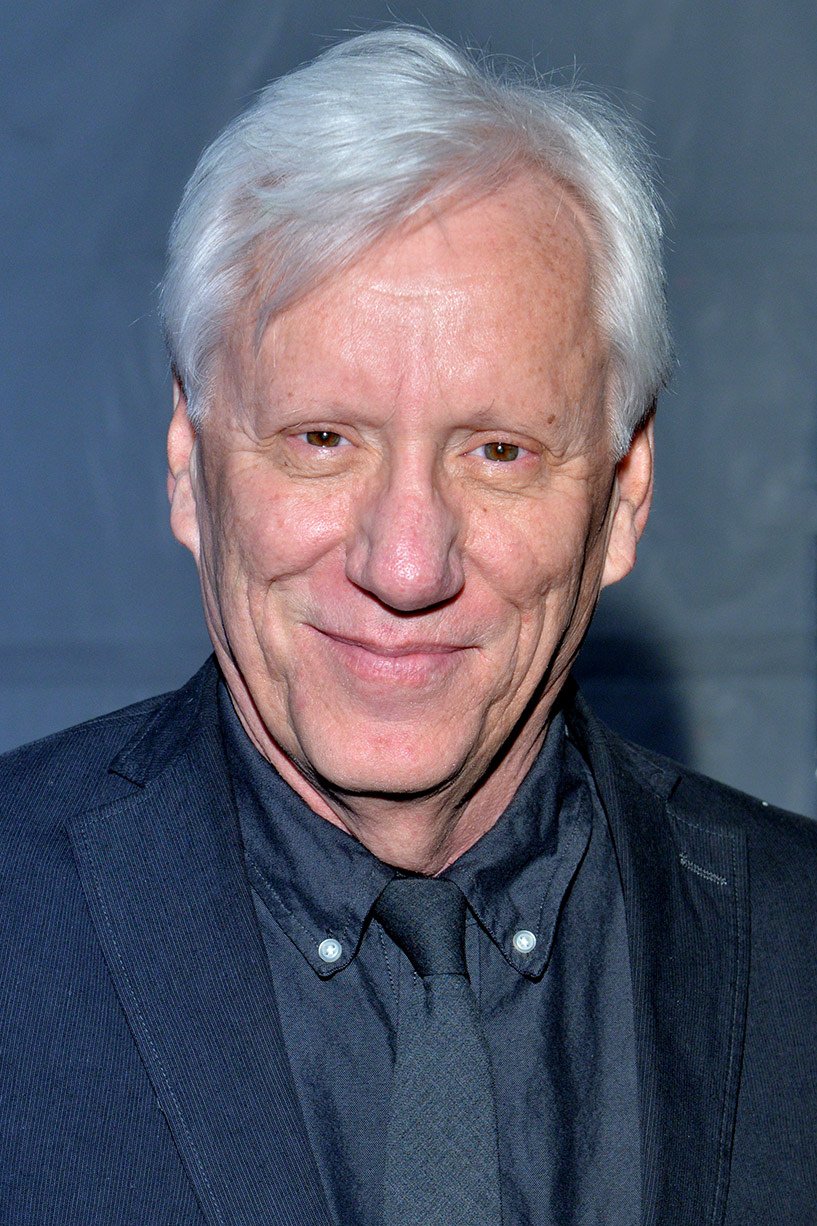
James Woods (* 1947)

- Woods, James (* 1992), britischer Freestyle-Skisportler
- Woods, James B. (1802–1851), US-amerikanischer Siedler, Soldat und Politiker
- Woods, James P. (1868–1948), US-amerikanischer Politiker
- Woods, Jason, US-amerikanischer Schauspieler
- Woods, Jeramie (* 1991), deutsch-amerikanischer Basketballspieler
- Woods, Jimmy (1934–2018), US-amerikanischer Jazzmusiker
- Woods, John (1761–1816), US-amerikanischer Politiker
- Woods, John (1794–1855), US-amerikanischer Politiker der National Republican Party
- Woods, John C. (1911–1950), US-amerikanischer Master Sergeant und Henker der 3. US-Armee (United States Army)John C. Woods (1911–1950)

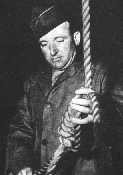
John C. Woods (1911–1950)

- Woods, John E. (1942–2023), US-amerikanischer Übersetzer aus dem Deutschen
- Woods, John Joseph (1849–1934), neuseeländischer Lehrer und Komponist der Nationalhymne Neuseeland "God Defend New Zealand"
- Woods, Joseph (1776–1864), englischer Botaniker
- Woods, Kimberley (* 1995), britische Kanutin
- Woods, Lebbeus (1940–2012), US-amerikanischer Architekt und Hochschullehrer
- Woods, Leona (1919–1986), US-amerikanische Physikerin
- Woods, Lil (* 1998), britische Schauspielerin
- Woods, Lisa-Marie (* 1984), norwegische Fußballspielerin
- Woods, Maggie (* 1960), kanadische Hochspringerin
- Woods, Marcel, niederländischer DJ und Produzent
- Woods, Margaret Louisa (1855–1945), englisch-britische Autorin
- Woods, Mary Lee (1924–2017), britische Mathematikerin und Computerprogrammiererin
- Woods, Megan (* 1973), neuseeländische Politikerin
- Woods, Michael, britischer Trance-Produzent
- Woods, Michael (* 1935), irischer Politiker (Fianna Fáil)
- Woods, Michael (* 1986), kanadischer Radrennfahrer
- Woods, Michael Jeffrey (1957–2006), US-amerikanischer Schauspieler und Geschäftsmann
- Woods, Michael John (1934–1993), britischer Philosoph und Philosophiehistoriker
- Woods, Mike (* 1952), US-amerikanischer Eisschnellläufer
- Woods, Pete, US-amerikanischer Comiczeichner
- Woods, Phil (1931–2015), US-amerikanischer Musiker
- Woods, Ralph (* 1986), kanadischer PornodarstellerRalph Woods (* 1986)

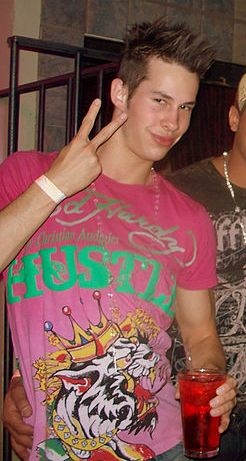
Ralph Woods (* 1986)

- Woods, Randall Bennett (* 1944), US-amerikanischer Historiker
- Woods, Richard D. (1935–2021), US-amerikanischer Bauingenieur in der Geotechnik
- Woods, Robert (* 1936), US-amerikanischer Schauspieler
- Woods, Robert (* 1992), US-amerikanischer American-Football-Spieler
- Woods, Robin (1914–1997), britischer Theologe, Dekan von Windsor und Bischof von Worcester
- Woods, Rose Mary (1917–2005), US-amerikanische Sekretärin von Richard Nixon
- Woods, Roy (1940–2004), US-amerikanischer Autorennfahrer und Rennstallbesitzer

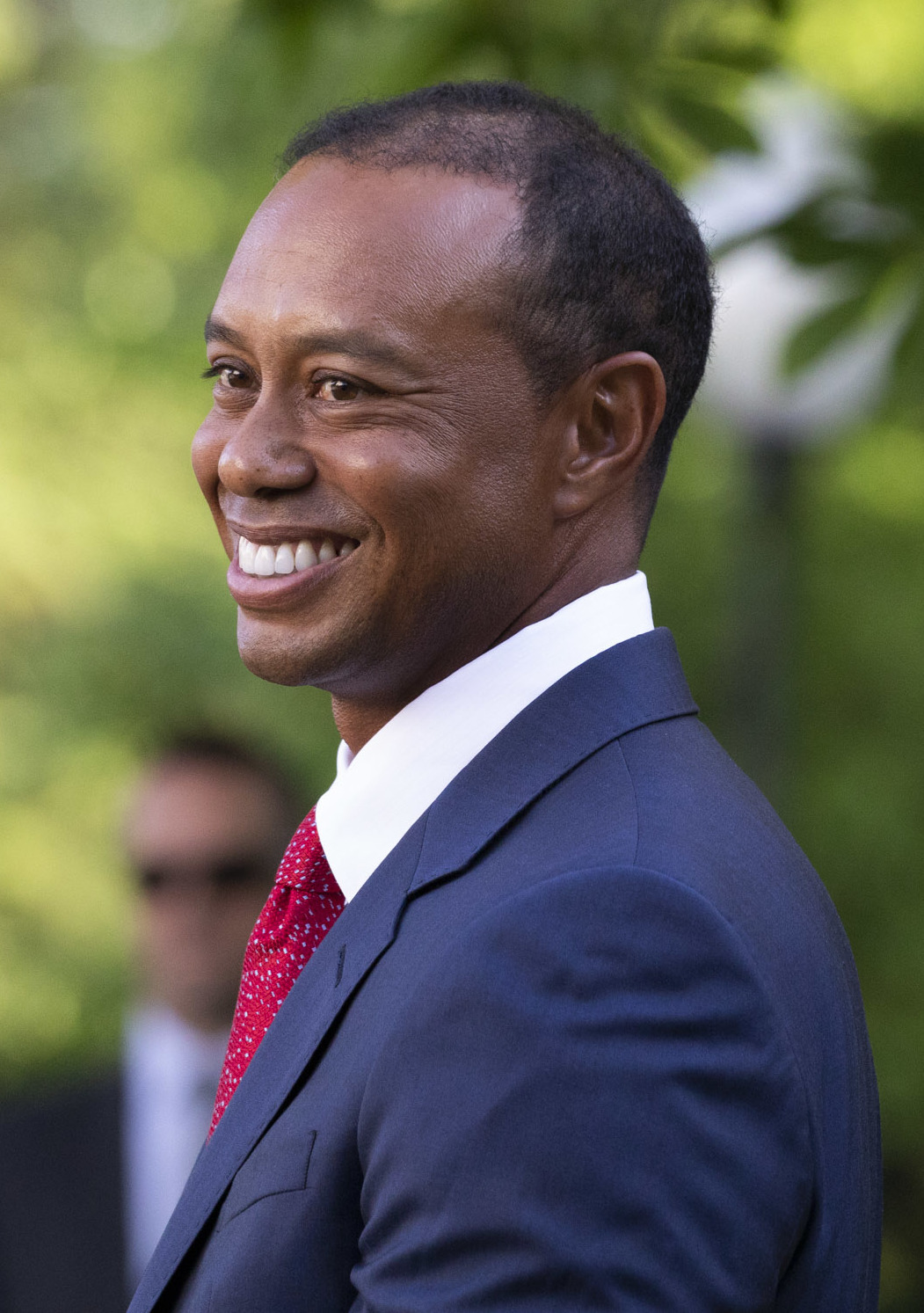
Tiger Woods (* 1975)

- Woods, Sam E. (1892–1953), US-amerikanischer Diplomat und Agent
- Woods, Sammy (1867–1931), australischer und englischer Cricket- und Rugby-Union-Spieler
- Woods, Samuel D. (1845–1915), US-amerikanischer Politiker
- Woods, Scott (* 2000), philippinisch-schottischer Fußballspieler
- Woods, Shadrach (1923–1973), US-amerikanischer Architekt
- Woods, Shareese (* 1985), US-amerikanische Sprinterin
- Woods, Shelly (* 1986), britische Rollstuhlrennsportlerin
- Woods, Simon (* 1980), britischer Schauspieler
- Woods, Stanley († 1993), irischer Motorradrennfahrer
- Woods, Steven Michael junior (1980–2011), US-amerikanischer Straftäter
- Woods, Stevie (1951–2014), US-amerikanischer R&B-Sänger
- Woods, Taryn (* 1975), australische Wasserballspielerin
- Woods, Terry (* 1947), irischer Musiker
- Woods, Tiger (* 1975), US-amerikanischer GolferTiger Woods (* 1975)
- Woods, Tom (* 1953), US-amerikanischer Hochspringer
- Woods, Tricia (1966–2011), amerikanische Jazz- und Bluesmusikerin (Piano, Komposition)
- Woods, Tyler (* 1982), US-amerikanischer Singer-Songwriter, Komponist, Multiinstrumentalist und Produzent
- Woods, W. O. (1873–1951), US-amerikanischer Regierungsbeamter
- Woods, Wesley (* 1986), US-amerikanischer Pornodarsteller, Model, Stand-up-Comedian
- Woods, William (1790–1837), US-amerikanischer Politiker
- Woods, William A. (* 1942), US-amerikanischer Informatiker
- Woods, William Burnham (1824–1887), US-amerikanischer Jurist, Politiker und Brigadegeneral im Sezessionskrieg
- Woods, Xavier (* 1986), US-amerikanischer Wrestler

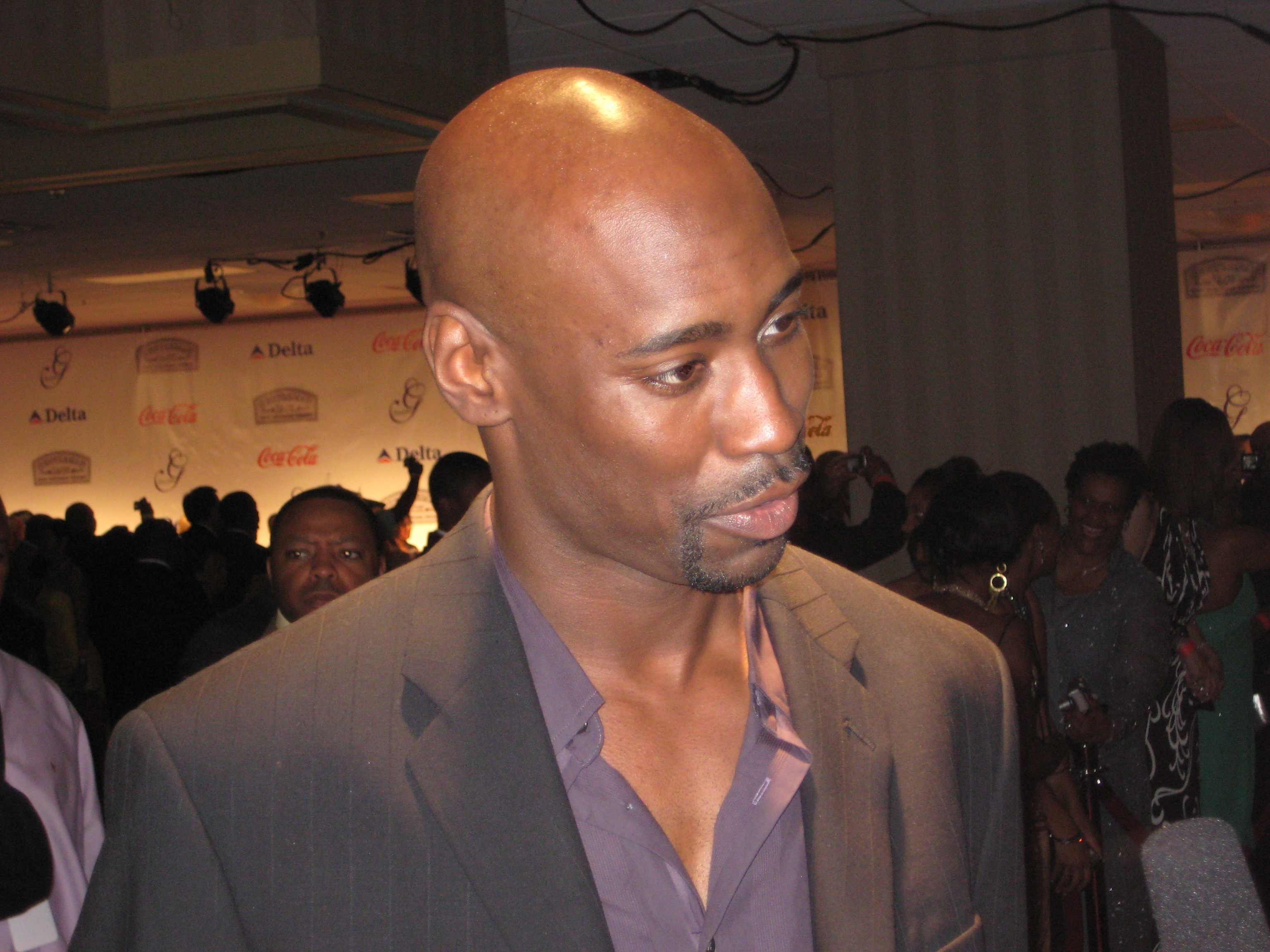
D. B. Woodside (* 1969)

- Woods, Xavier (* 1995), US-amerikanischer American-Football-Spieler
- Woods, Zach (* 1984), US-amerikanischer Schauspieler, Komiker, Regisseur und Drehbuchautor
- Woods-Robinson, Jordan (* 1985), US-amerikanischer Schauspieler und Musiker
- Woodside, D. B. (* 1969), US-amerikanischer SchauspielerD. B. Woodside (* 1969)
- Woodside, Logan (* 1995), US-amerikanischer Footballspieler
- Woodson, Ali-Ollie (1951–2010), US-amerikanischer Soulsänger
- Woodson, Carter G. (1875–1950), US-amerikanischer Historiker
- Woodson, Charles (* 1976), US-amerikanischer American-Football-Spieler
- Woodson, Daniel (1824–1894), US-amerikanischer Politiker
- Woodson, Darren (* 1969), US-amerikanischer American-Football-Spieler
- Woodson, Jacqueline (* 1963), amerikanische Schriftstellerin
- Woodson, Mike (* 1958), US-amerikanischer Basketballspieler und -trainer
- Woodson, Robert Everard (1904–1963), US-amerikanischer Botaniker
- Woodson, Rod (* 1965), US-amerikanischer American-Football-Spieler
- Woodson, Samuel H. (1777–1827), US-amerikanischer Politiker
- Woodson, Samuel H. (1815–1881), US-amerikanischer Politiker
- Woodson, Silas (1819–1896), US-amerikanischer Politiker
- Woodson, Terry (1941–2022), US-amerikanischer Jazzmusiker (Posaune), Arrangeur und Produzent
- Woodstra, Susan (* 1957), US-amerikanische Volleyballspielerin

#### Woodt
- Woodthorpe, Peter (1931–2004), britischer Filmschauspieler
- Woodtli, Daniel (* 1974), Schweizer Jazzmusiker (Trompete, Piano, Komposition)
- Woodtli, Philippe (* 1964), Schweizer Pfarrer, Geschäftsleiter des Schweizerischen Evangelischen Kirchenbunds
- Woodtli, Susanna (1920–2019), Schweizer Germanistin, Historikerin und Feministin

#### Woodu
- Woodul, Walter Frank (1892–1984), US-amerikanischer Politiker

#### Woodv
- Woodville, Anthony, 2. Earl Rivers († 1483), englischer Adliger
- Woodville, Elizabeth (1437–1492), englische Königsgattin des MittelaltersElizabeth Woodville (1437–1492)

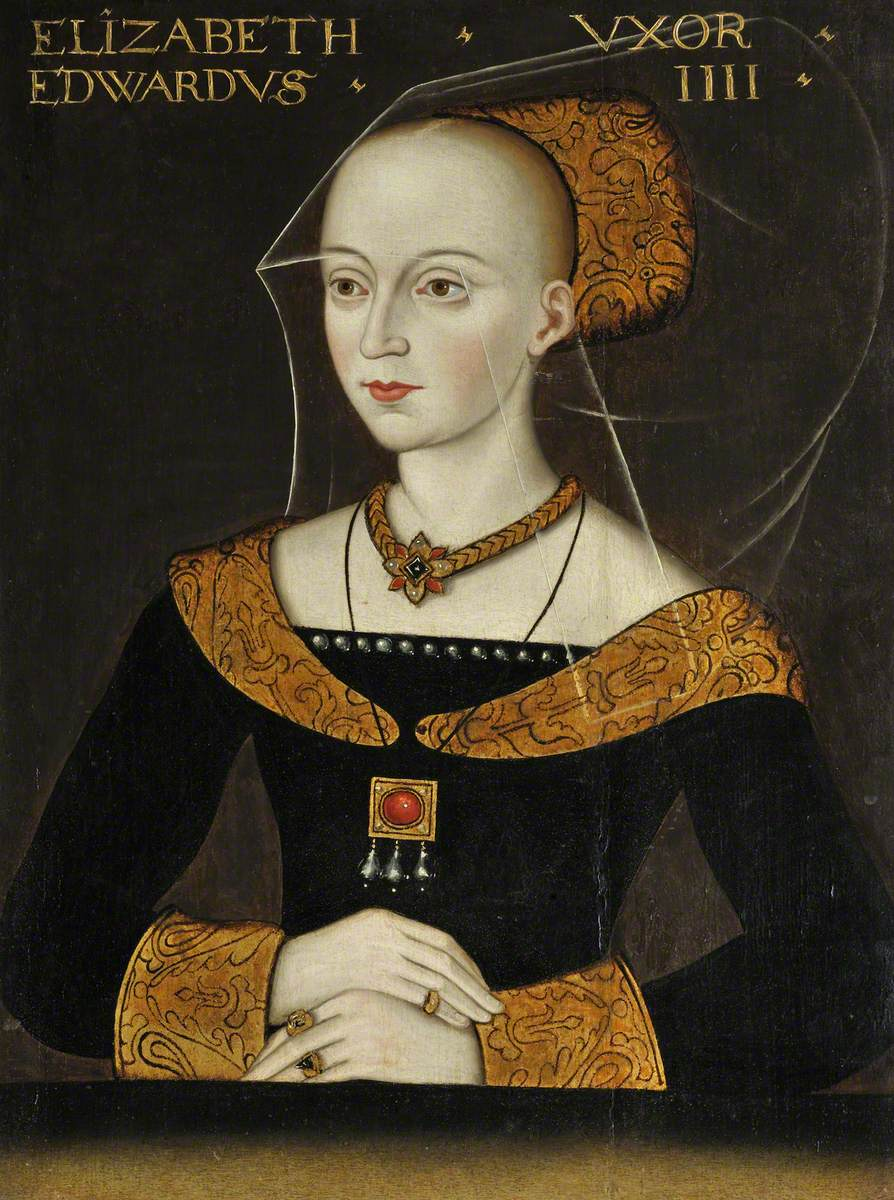
Elizabeth Woodville (1437–1492)

- Woodville, John († 1469), englischer Adliger
- Woodville, Katherine († 1497), englische Adlige
- Woodville, Katherine (1938–2013), britische Film- und Fernsehschauspielerin
- Woodville, Richard Caton (1825–1855), US-amerikanischer Maler
- Woodville, Richard Caton junior (1856–1927), Maler
- Woodville, Richard, 1. Earl Rivers († 1469), englischer Soldat und Adliger
- Woodville-Schnitzler, Antoinette (1827–1881), deutsche Malerin

#### Woodw
- Woodward, Alice B. (1862–1951), britische Künstlerin und Illustratorin
- Woodward, Arthur Smith (1864–1944), britischer Paläontologe
- Woodward, Barbara (* 1961), britische Diplomatin
- Woodward, Bob (* 1943), US-amerikanischer Journalist und Reporter der „Washington Post“, deckte die Hintergründe der Watergate-Affäre aufBob Woodward (* 1943)

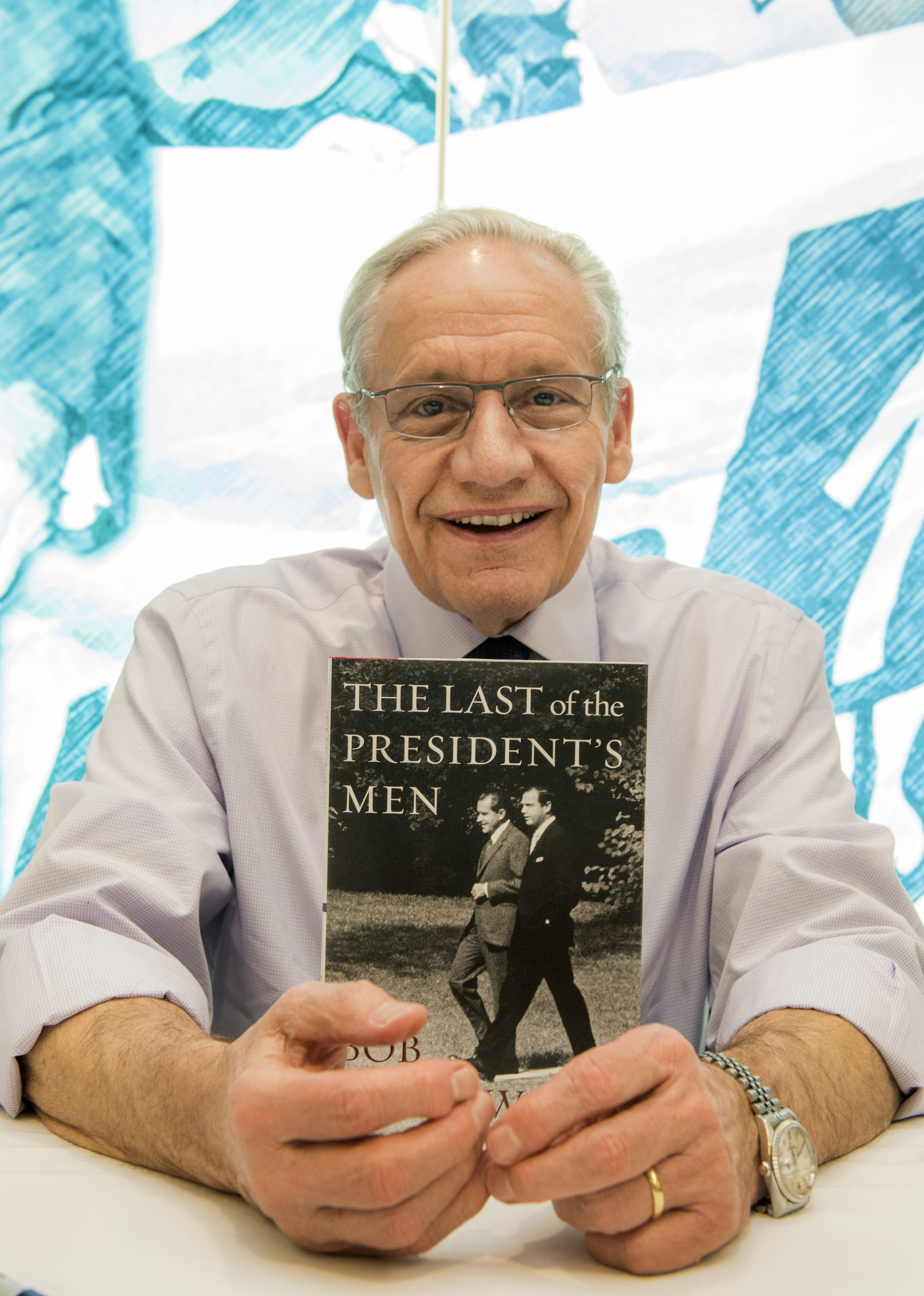
Bob Woodward (* 1943)

- Woodward, C. Vann (1908–1999), US-amerikanischer Neuzeithistoriker
- Woodward, Clive (* 1956), englischer Rugbyspieler und Nationaltrainer
- Woodward, Dani (* 1984), US-amerikanische Pornodarstellerin
- Woodward, Danielle (* 1965), australische Kanutin
- Woodward, Duane (* 1976), US-amerikanischer Basketballspieler
- Woodward, Edward (1930–2009), britischer Schauspieler
- Woodward, Ernest Llewellyn (1890–1971), britischer Historiker
- Woodward, Frank Lee (1871–1952), englischer Buddhist und Theosoph
- Woodward, Gabe (* 1979), US-amerikanischer Schwimmer
- Woodward, George Washington (1809–1875), US-amerikanischer Jurist und Politiker
- Woodward, Gilbert H. (1917–1973), US-amerikanischer Offizier, Generalleutnant der US-Army
- Woodward, Gilbert M. (1835–1913), US-amerikanischer Politiker
- Woodward, Harry (1886–1918), englischer Fußballspieler
- Woodward, Henry (1832–1921), britischer Geologe und Paläontologe
- Woodward, Horace Bolingbroke (1848–1914), britischer Geologe
- Woodward, Hugh Beistle (1885–1968), US-amerikanischer Politiker
- Woodward, Joan (1916–1971), britische Organisations- und Industriesoziologin
- Woodward, Joanne (* 1930), US-amerikanische SchauspielerinJoanne Woodward (* 1930)

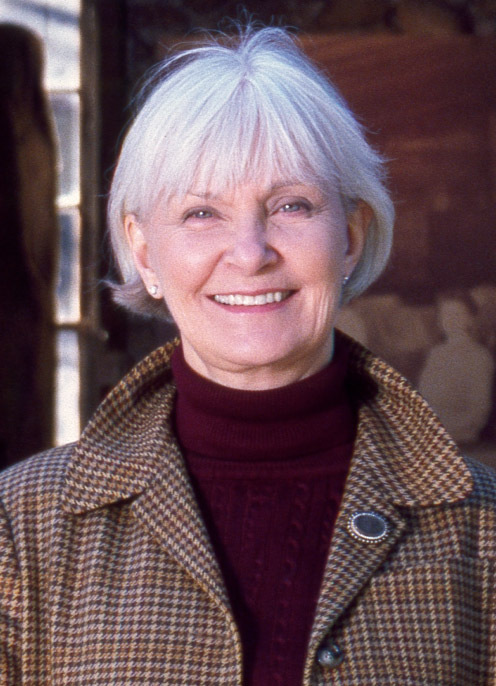
Joanne Woodward (* 1930)

- Woodward, John (1665–1728), englischer Naturhistoriker, Geologe und Arzt
- Woodward, Joseph A. (1806–1885), US-amerikanischer Politiker
- Woodward, Josh, US-amerikanischer Musiker und Songwriter
- Woodward, Keith (* 1951), US-amerikanischer Sportler
- Woodward, Margaret (* 1960), US-amerikanische Generalmajorin der U.S. Air Force
- Woodward, María Victoria (* 1991), argentinische Sprinterin
- Woodward, Morgan (1925–2019), US-amerikanischer Schauspieler
- Woodward, Nathan (* 1989), britischer Hürdenläufer
- Woodward, Paul R., US-amerikanischer Mathematiker und Astrophysiker
- Woodward, Peter (* 1956), britischer Schauspieler, Drehbuchautor und Stuntman
- Woodward, Robert B. (1917–1979), US-amerikanischer Chemiker, Nobelpreis für Chemie 1965
- Woodward, Robert F. (1908–2001), US-amerikanischer Diplomat
- Woodward, Robert Simpson (1849–1924), US-amerikanischer Astronom, Geophysiker, Geodät und Ingenieur
- Woodward, Roger (* 1942), australischer Pianist, Musikpädagoge und Komponist
- Woodward, Samuel (1790–1838), britischer Geologe, Paläontologe und Antiquar
- Woodward, Samuel Pickworth (1821–1865), britischer Geologe
- Woodward, Sandy (1932–2013), britischer Admiral
- Woodward, Shannon (* 1984), US-amerikanische SchauspielerinShannon Woodward (* 1984)

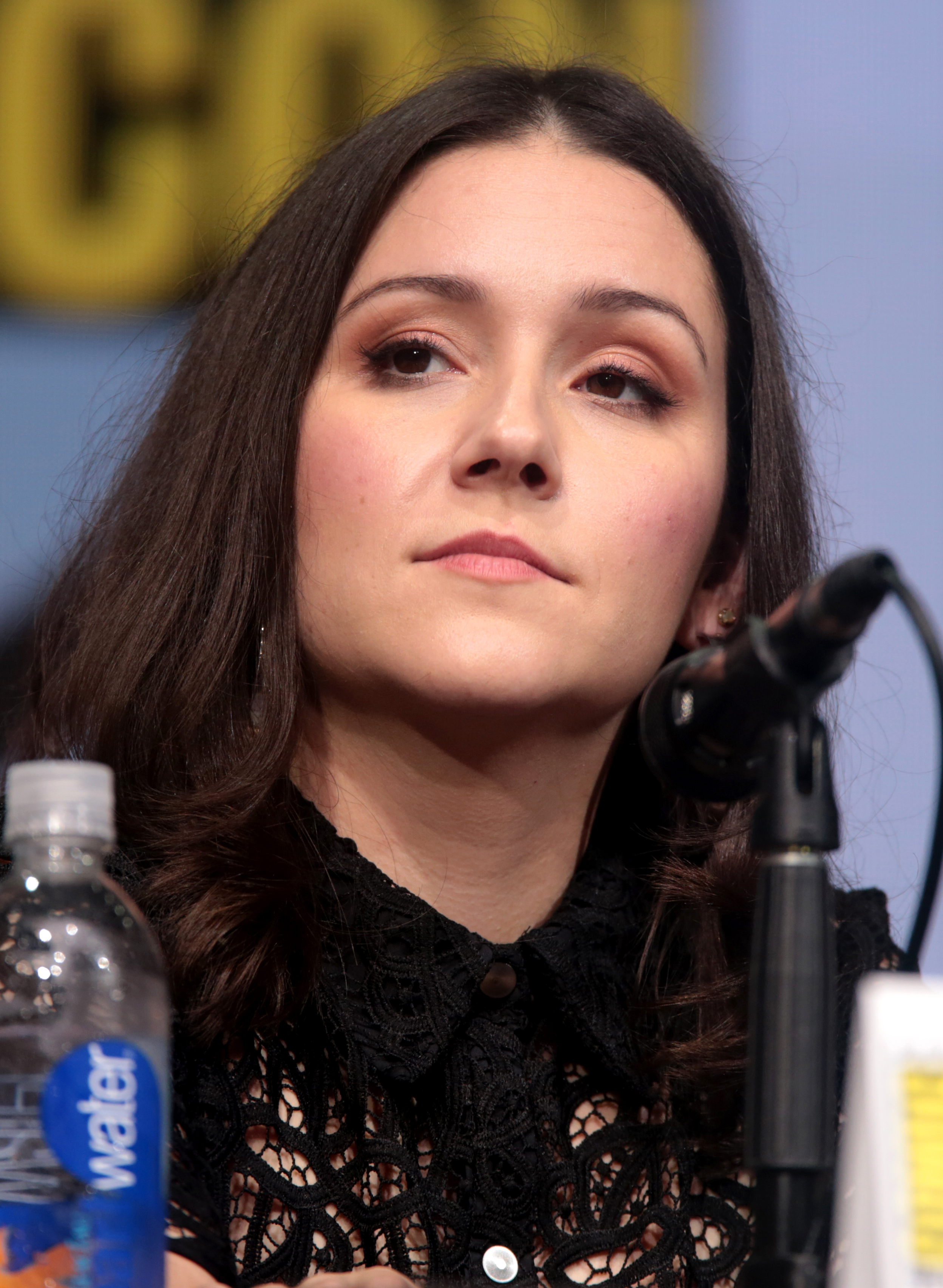
Shannon Woodward (* 1984)

- Woodward, Shaun (* 1958), britischer Politiker (Labour), Mitglied des House of Commons, Minister für Nordirland
- Woodward, Simon, britischer Chemiker und Hochschullehrer
- Woodward, Skyler (* 1993), amerikanischer Poolbillardspieler
- Woodward, Tanya (* 1970), englische Badmintonspielerin
- Woodward, Vivian (1879–1954), englischer Fußballspieler
- Woodward, William, US-amerikanischer Politiker
- Woodward, William Culham (1885–1957), kanadischer Unternehmer, Vizegouverneur von British Columbia
- Woodward-Horsley, Alice (1871–1957), neuseeländische Ärztin, Anästhesistin, Bakteriologin und Pathologin
- Woodworth, Charles W. (1865–1940), US-amerikanischer Entomologe
- Woodworth, James Hutchinson (1804–1869), US-amerikanischer Politiker
- Woodworth, Jay Backus (1865–1925), US-amerikanischer Geologe und Hochschullehrer
- Woodworth, John (1768–1858), US-amerikanischer Jurist und Politiker
- Woodworth, Laurin D. (1837–1897), US-amerikanischer Politiker
- Woodworth, Maria (1844–1924), US-amerikanische Evangelistin und Pfingstpredigerin
- Woodworth, Robert S. (1869–1962), US-amerikanischer Psychologe
- Woodworth, William, US-amerikanischer Politiker
- Woodworth, William W. (1807–1873), US-amerikanischer Jurist und Politiker

#### Woody
- Woody (* 1972), deutscher Techno-DJ und -Musiker tunesischer Abstammung
- Woody, Don (* 1937), US-amerikanischer Rockabilly-Sänger
- Woody, Joey (* 1973), US-amerikanischer Leichtathlet
- Woodyard, Harry C. (1867–1929), US-amerikanischer Politiker
- Woodyard, Sam (1925–1988), US-amerikanischer Jazzschlagzeuger
- Woodyard, Wesley (* 1986), US-amerikanischer American-Football-Spieler

### Woof
- Woof, Emily (* 1967), britische Schauspielerin

### Woog
- Woog, Doug (1944–2019), US-amerikanischer Eishockeyspieler und -trainer
- Woog, Lydia (1913–2003), Schweizer Kommunistin, Politikerin und Alpinistin
- Woog, Madeleine (1892–1929), Schweizer Malerin und Dichterin
- Woog, Max (* 1888), Schweizerer Fußballspieler und Juwelier

### Wooh
- Wooh, Christopher (* 2001), französisch-kamerunischer Fußballspieler

### Wook
- Wook, Tim Julian (* 1995), deutscher Politiker (SPD)

### Wool
- Wool, Christopher (* 1955), US-amerikanischer Maler und Grafiker
- Wooland, Norman (1910–1989), britischer Theater- und Filmschauspieler
- Woolard, Ingrid (* 1970), südafrikanische Wirtschaftswissenschaftlerin und Hochschullehrerin
- Woolard, Jamal (* 1975), US-amerikanischer Schauspieler und RapperJamal Woolard (* 1975)

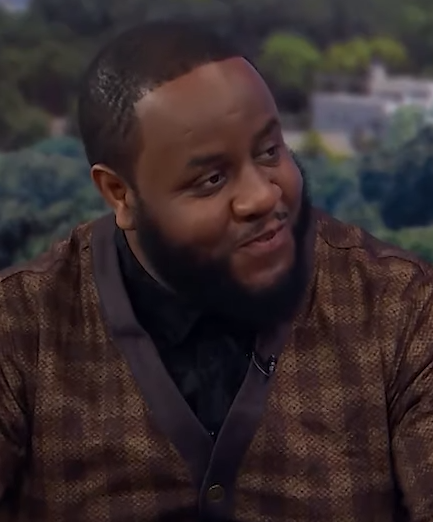
Jamal Woolard (* 1975)

- Woolard, Steve, US-amerikanischer Musikproduzent, Tontechniker und Musikmanager
- Woolcock, Angie (1973–2016), australische Tennisspielerin
- Woolcock, Belinda (* 1995), australische Tennisspielerin
- Woolcock, Waylon (* 1982), südafrikanischer Radrennfahrer
- Wooldridge, Alexander Penn (1847–1930), US-amerikanischer Rechtsanwalt, Bankier und Politiker
- Wooldridge, David (1927–1998), britischer Dirigent und Komponist
- Wooldridge, Jeffrey (* 1960), US-amerikanischer Ökonometriker und Hochschullehrer
- Wooldridge, Stephen (1977–2017), australischer Radrennfahrer
- Woolen, Tariq (* 1999), US-amerikanischer American-Football-Spieler
- Woolery, Terryl (* 1976), US-amerikanischer Basketballspieler
- Wooley, John (* 1949), US-amerikanischer Journalist und Autor
- Wooley, Karen L. (* 1966), US-amerikanische Chemikerin
- Wooley, Michael W., US-amerikanischer Offizier, General der US Air Force
- Wooley, Nate (* 1974), US-amerikanischer Jazztrompeter und Improvisationsmusiker
- Wooley, Sheb (1921–2003), US-amerikanischer Country-Sänger, Songwriter und Schauspieler
- Wooley, Stacey (* 1968), US-amerikanische Biathletin
- Wooley, Trevor (* 1964), britischer Mathematiker
- Woolf, Alex (* 1963), britischer Geschichtsforscher des Mittelalters an der University of St. Andrews
- Woolf, Arthur (1766–1837), englischer Ingenieur, Erfinder, Konstrukteur
- Woolf, Bella Sidney (1877–1960), englische Autorin, OBE
- Woolf, Ben (1980–2015), US-amerikanischer Schauspieler
- Woolf, George (1910–1946), kanadischer Jockey
- Woolf, Greg (* 1961), britischer Althistoriker
- Woolf, Harry (1923–2003), US-amerikanischer Wissenschaftshistoriker
- Woolf, Harry (* 1933), britischer Jurist, Lord Chief Justice of England and Wales (2000–2005)
- Woolf, James (1919–1966), britischer Filmproduzent
- Woolf, John (1913–1999), britischer Filmproduzent
- Woolf, Jonathan (1961–2015), britischer Architekt und Universitätsprofessor
- Woolf, Leonard Sidney (1880–1969), britischer Verleger, Publizist, Autor, Ehemann von Virginia Woolf
- Woolf, Marah (* 1971), deutsche Autorin
- Woolf, Philip (* 1980), südafrikanischer Eishockeyspieler
- Woolf, Sam (* 1992), britischer Schauspieler
- Woolf, Virginia (1882–1941), britische Schriftstellerin und VerlegerinVirginia Woolf (1882–1941)

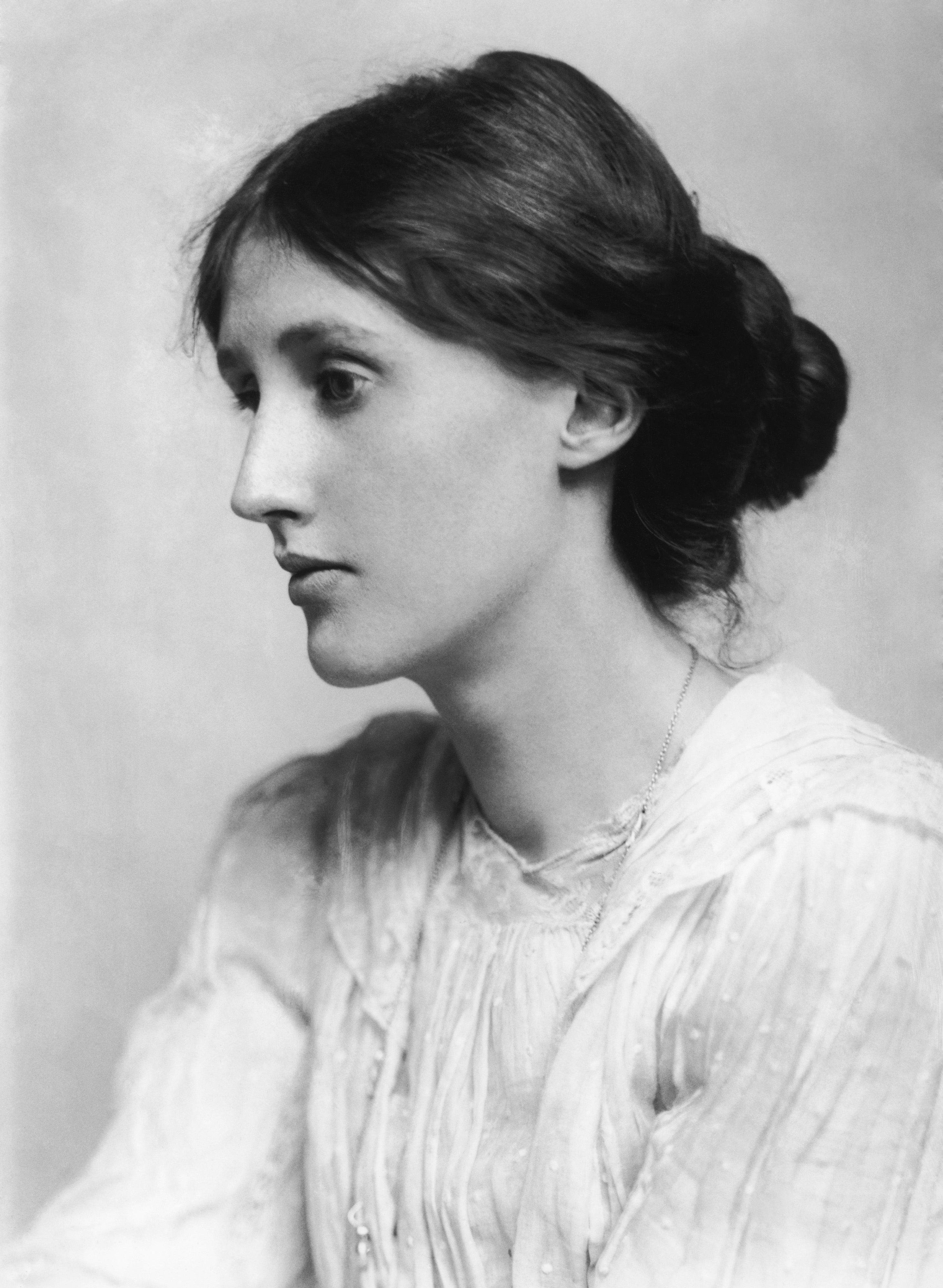
Virginia Woolf (1882–1941)

- Woolfall, Daniel Burley (1852–1918), britischer Fußballfunktionär, FIFA-Präsident
- Woolfe, Charlotte, österreichisch-tschechische Film- und Theaterschauspielerin
- Woolfe, John (1932–1969), britischer Automobilrennfahrer und RennstallbesitzerJohn Woolfe (1932–1969)

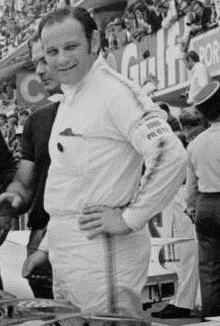
John Woolfe (1932–1969)

- Woolfe, Steven (* 1967), britischer Politiker
- Woolfley, Francis A. (1893–1993), US-amerikanischer Offizier, Brigadegeneral der US Army
- Woolfolk, Andrew (1950–2022), US-amerikanischer Funk-, Soul- und R&B-Künstler
- Woolfolk, Anita (* 1947), US-amerikanische pädagogische Psychologin
- Woolford, Joe, britischer Sänger
- Woolfson, Eric (1945–2009), britischer Musiker, Produzent und Rechtsanwalt
- Woolfson, Michael (1927–2019), britischer Physiker
- Woolfson, Shivaun (* 1958), irische Autorin
- Woolgar, Steve (* 1950), britischer Soziologe
- Woolhouse, John Thomas († 1734), englischer Augenarzt
- Woolhouse, Wesley (1809–1893), britischer Versicherungsmathematiker
- Woollam, John (* 1939), US-amerikanischer Physiker und Elektroingenieur
- Woollard, Joanne († 2015), britische Szenenbildnerin
- Woollard, Tony (* 1932), britischer Filmarchitekt
- Woollaston, Ben (* 1987), englischer Snookerspieler
- Woollaston, Tatiana (* 1986), belarussische Snookerschiedsrichterin
- Woollaston, Toss (1910–1998), neuseeländischer Maler und Dichter
- Woollcombe, Louis (1872–1951), britischer Admiral
- Woollcombe, Maurice (1868–1930), britischer Admiral
- Woollcott, Alexander (1887–1943), US-amerikanischer Schriftsteller und Literaturkritiker
- Woolley, Ben (* 1986), britischer Biathlet
- Woolley, Charles (1893–1981), britischer Kolonialverwalter
- Woolley, George Cathcart (1876–1947), britischer Verwaltungsoffizier und Resident Interior Division
- Woolley, Hannah (* 1621), englische Kochbuchautorin
- Woolley, Harold, Baron Woolley (1905–1986), britischer Landwirt und Politiker
- Woolley, Jason (* 1969), kanadischer Eishockeyspieler
- Woolley, Katharine (1888–1945), britische Zeichnerin
- Woolley, Leonard (1880–1960), britischer ArchäologeLeonard Woolley (1880–1960)

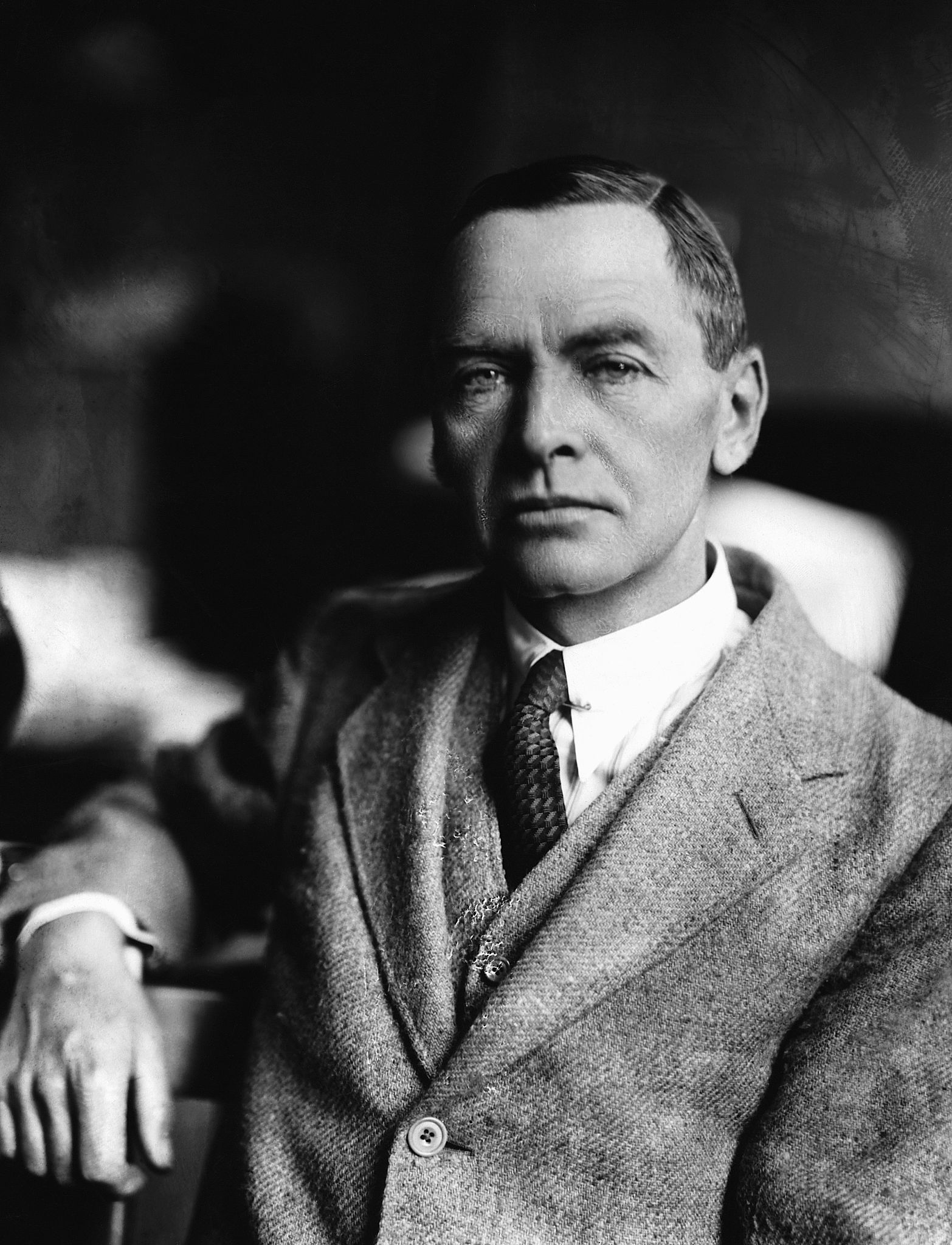
Leonard Woolley (1880–1960)

- Woolley, Mary Emma (1863–1947), amerikanische Dichterin und Schriftstellerin
- Woolley, Monty (1888–1963), US-amerikanischer Film- und Theaterschauspieler
- Woolley, Paul (1902–1984), US-amerikanischer reformierter Kirchenhistoriker und Hochschullehrer
- Woolley, Sarah (* 1987), britische Gewerkschaftsfunktionärin
- Woolley, Stephen (* 1956), britischer Filmproduzent
- Woolls, William (1814–1893), australischer Botaniker
- Woolman, John (1720–1772), amerikanischer Wanderprediger der Quäker und Autor gegen Sklaverei
- Woolmer, Bob (1948–2007), englischer Cricketspieler und -trainer
- Woolmer, Kenneth, Baron Woolmer of Leeds (* 1940), britischer Politiker (Labour), Mitglied des House of Commons
- Woolner, Christopher (1893–1984), britischer Offizier
- Woolnough, James K. (1910–1996), US-amerikanischer Offizier, General der US-Army
- Woolpert, Phil (1915–1987), US-amerikanischer Basketballtrainer
- Woolrich, Cornell (1903–1968), US-amerikanischer Krimi-SchriftstellerCornell Woolrich (1903–1968)

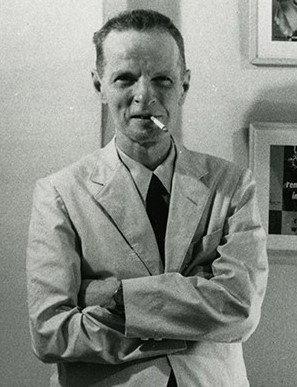
Cornell Woolrich (1903–1968)

- Woolsey, James (* 1941), US-amerikanischer Regierungsbeamter, Direktor der CIA
- Woolsey, Lynn (* 1937), US-amerikanische Politikerin
- Woolsey, Ralph (1914–2018), US-amerikanischer Kameramann
- Woolsey, Robert (1888–1938), US-amerikanischer Schauspieler, Tänzer und Komiker
- Woolsey, Sarah Chauncey (1835–1905), amerikanische Kinderbuchautorin
- Woolsey, William (1934–2022), US-amerikanischer Schwimmer
- Woolson, Albert (1850–1956), amerikanischer Schreiner
- Woolson, Constance Fenimore (1840–1894), US-amerikanische Schriftstellerin
- Woolstencroft, Lauren (* 1981), kanadische Wintersportlerin
- Woolverton, Linda (* 1952), US-amerikanische Drehbuchautorin sowie Musical- und Buchautorin
- Woolvett, Gordon Michael (* 1970), kanadischer Schauspieler
- Woolvett, Jaimz (* 1967), kanadischer Schauspieler
- Woolworth, Winfield (1852–1919), US-amerikanischer Unternehmer und Gründer der Kaufhaus- und Supermarktkette Woolworth

### Woom
- Woomble, Roddy (* 1976), schottischer Sänger
- Woomer, Ephraim Milton (1844–1897), US-amerikanischer Politiker

### Woon
- Woon, Jamie (* 1983), britischer Singer-SongwriterJamie Woon (* 1983)

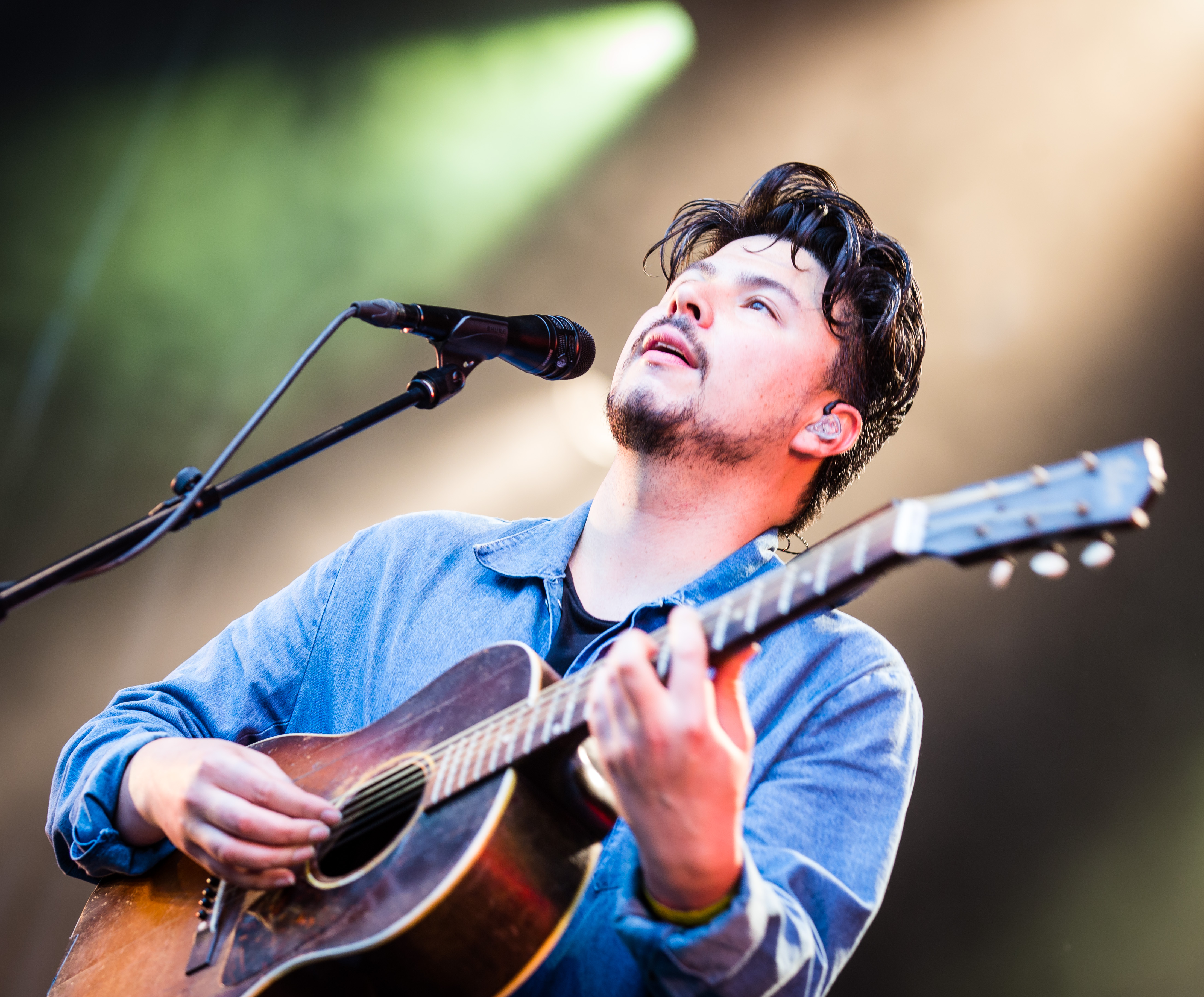
Jamie Woon (* 1983)

- Woon, Khe Wei (* 1989), malaysische Badmintonspielerin
- Woon, Sze Mei (* 1977), malaysische Badmintonspielerin
- Woon-A-Tai, D’Pharaoh (* 2001), kanadischer Filmschauspieler

### Woop
- Woop, Gerry (* 1968), deutscher Politikwissenschaftler und politischer Beamter (PDS, seit 2007 Die Linke)
- Woopen, Christiane (* 1962), deutsche Medizinethikerin

### Woor
- Woorts, Herman Willebrordus (* 1963), niederländischer Geistlicher, Weihbischof in Utrecht

### Woos
- Woosley, Stanford E. (* 1944), US-amerikanischer Astrophysiker
- Woosnam, Ian (* 1958), walisischer Golfer
- Woosnam, Max (1892–1965), britischer Fußball- und Tennisspieler
- Woosnam, Richard Bowen (1880–1915), britischer Soldat, Naturforscher und Wildhüter
- Woosnam-Mills, Peter, britischer Dokumentarfilmer, Filmregisseur und Filmschaffender
- Woost, Michael (* 1958), US-amerikanischer römisch-katholischer Geistlicher, Weihbischof in Cleveland
- Woost, Thea (1931–2012), deutsche Politikerin (SPD), MdHB
- Wooster, Arthur (1929–2020), britischer Kameramann und Second Unit-Regisseur
- Wooster, David (1711–1777), amerikanischer General im Unabhängigkeitskrieg

### Woot
- Wooten, Andrew (* 1989), US-amerikanisch-deutscher FußballspielerAndrew Wooten (* 1989)

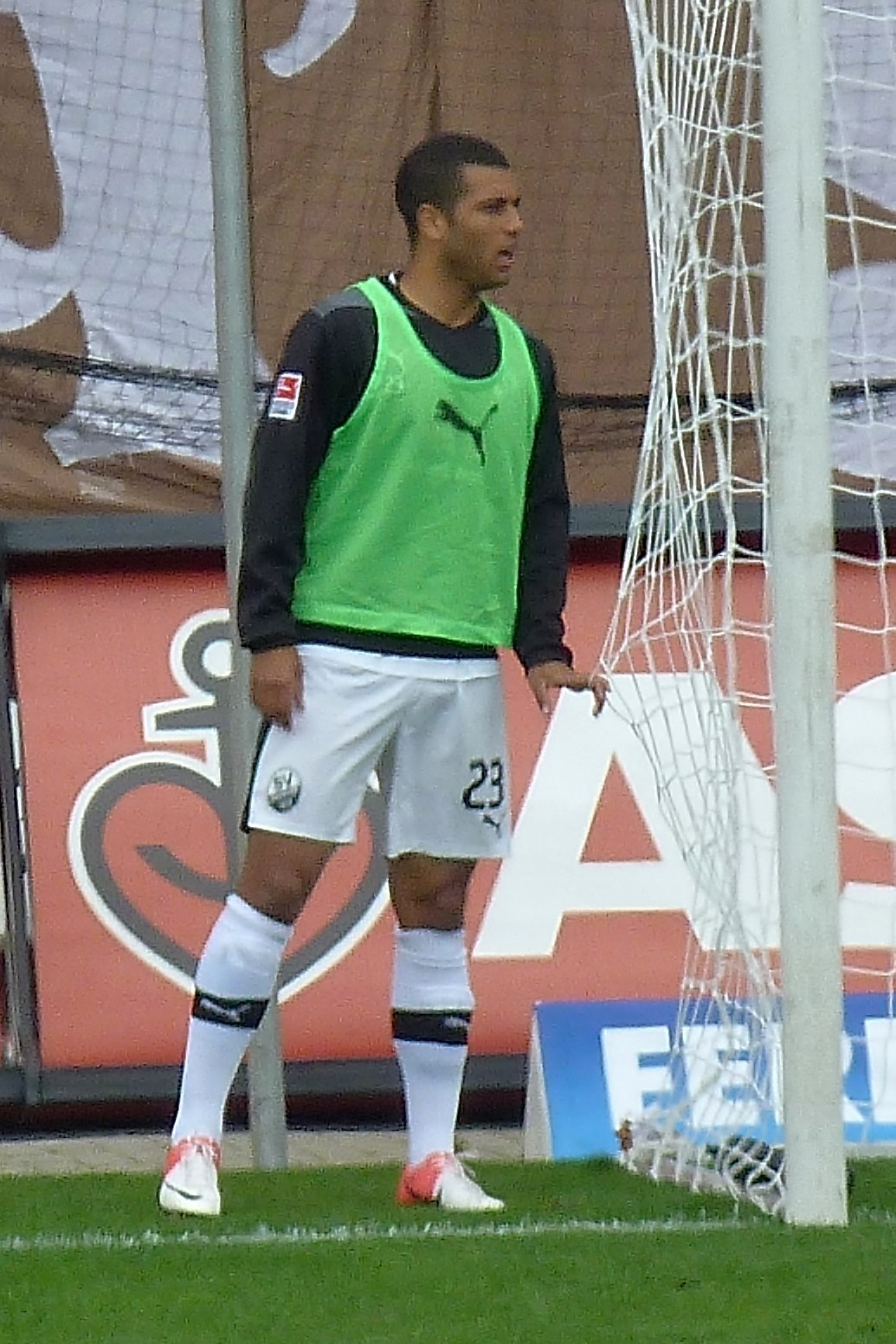
Andrew Wooten (* 1989)

- Wooten, Billy, US-amerikanischer Jazzpianist
- Wooten, Dudley G. (1860–1929), US-amerikanischer Jurist und Politiker
- Wooten, Francis Hall (1822–1863), US-amerikanischer Politiker
- Wooten, Gail (* 1956), neuseeländische Hürdenläuferin und Sprinterin
- Wooten, Jacob (* 1997), US-amerikanischer Stabhochspringer
- Wooten, Victor (* 1964), US-amerikanischer E-Bassist, Komponist und MusikproduzentVictor Wooten (* 1964)

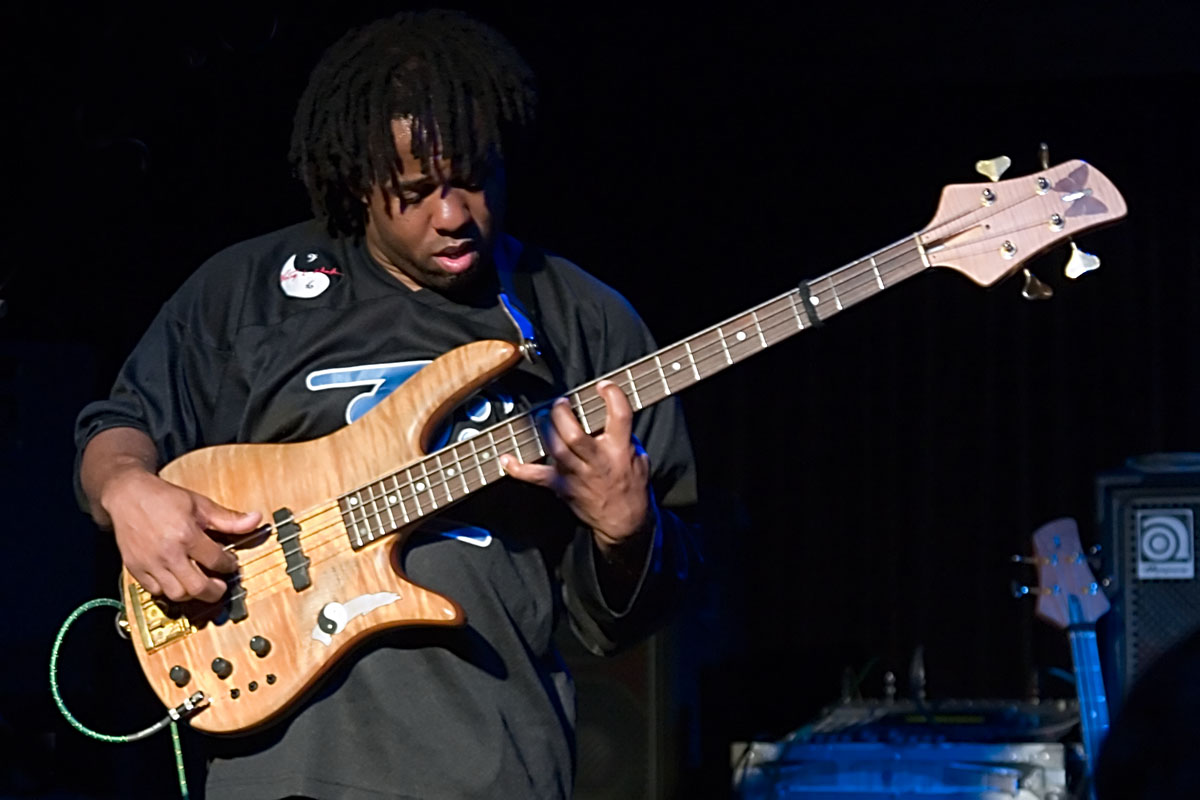
Victor Wooten (* 1964)

- Woothke, Hermann (1888–1978), deutscher Ministerialbeamter und Bundesrichter
- Wootliff, Harry, britische Drehbuchautorin und Filmregisseurin
- Wooton, Elmer Otis (1865–1945), US-amerikanischer Botaniker
- Wootten, George (1893–1970), australischer Offizier
- Wootters, William, US-amerikanischer Physiker
- Wootton, Anthony (1935–1988), britischer Tierbuch- und Naturbuchautor
- Wootton, Barbara (1897–1988), britische Soziologin, Wirtschaftswissenschaftlerin und Kriminologin
- Wootton, Bob (1942–2017), US-amerikanischer Gitarrist
- Wootton, David (* 1952), britischer Wissenschaftshistoriker
- Wootton, Scott (* 1991), englischer Fußballspieler